# Wereldkampioenschap handbal vrouwen 2019
Het 24ste wereldkampioenschap handbal voor vrouwen vond plaats in Japan van 30 november 2019 tot en met 15 december 2019. Japan was het enige land dat zich kandidaat had gesteld om dit kampioenschap te organiseren. Het toernooi werd gewonnen door het Nederlandse team dat Spanje in de finale versloeg en daarmee voor het eerst wereldkampioen werd. De wedstrijd om de derde plaats werd gewonnen door Rusland, dat Noorwegen versloeg. Als winnaar van het toernooi plaatste de Nederlandse ploeg zich rechtstreeks voor de Olympische Spelen van 2020 en het wereldkampioenschap van 2021.
Deze editie bestond uit een tweefasige groepsformule met daaropvolgend halve finales en een finale. Deze opzet werd voor het laatst toegepast op het WK van 2009. Bij de voorgaande edities volgde er na de groepsfase direct een knock-outfase, beginnend met de achtste finales. Onder druk van de televisieomroepen van de "grote handbalnaties" is de tweefasige groepsformule heropgenomen als format. Op het WK mannen van 2017 werden Denemarken en Duitsland al vroeg uitgeschakeld in de achtste finales, tot teleurstelling van de televisieomroepen die meer wedstrijden opeisten. Dientengevolge heeft de IHF haar formule van zowel het mannen als het vrouwen WK van 2019, gewijzigd naar een tweefasige groepsformule. Hiermee zijn de "grote handbalnaties" vrijwel verzekerd van acht wedstrijden en de televisieomroepen daarmee van acht uitzendingen.

## Gekwalificeerde landen
| Competitie                                              | Data                           | Aantal plaatsen | Gekwalificeerd                                                                    |
| ------------------------------------------------------- | ------------------------------ | --------------- | --------------------------------------------------------------------------------- |
| Gastland                                                | 28 oktober 2013                | 1               | Japan                                                                             |
| Wereldkampioen                                          | 1-17 december 2017             | 1               | Frankrijk                                                                         |
| Zuid- en Centraal Amerikaans kampioenschap handbal 2018 | 29 november-4 december 2018    | 2               | Argentinië Brazilië                                                               |
| Aziatisch kampioenschap handbal vrouwen 2018            | 30 november-9 december 2018    | 4               | Australië China Kazachstan Zuid-Korea                                             |
| Europees kampioenschap 2018                             | 29 november-16 december 2018   | 3               | Rusland Nederland Roemenië                                                        |
| Afrikaans kampioenschap handbal vrouwen 2018            | 6-16 december 2018             | 3               | Angola Congo-Kinshasa Senegal                                                     |
| Noord-Amerikaans kampioenschap handbal 2019             | 28 mei - 2 juni 2019           | 1               | Cuba                                                                              |
| Europese kwalificatie                                   | 23 november 2018 – 6 juni 2019 | 9               | Duitsland Denemarken Spanje Hongarije Montenegro Noorwegen Servië Zweden Slovenië |
| Wildcard                                                |                                | 1               | Niet vergeven                                                                     |

1. 1 2  Indien landen uit Oceanië (Australië of Nieuw-Zeeland) deelnemen op het Aziatische kampioenschap en binnen de top 5 eindigen hebben zij zich gekwalificeerd voor het wereldkampioenschap. Indien zij op plek 6 of lager eindigen, zal de plaats worden ingevuld door een wildcard.[3]

## Speelsteden
| Higashi-ku                            | Minami-ku                            | Nishi-ku                                        | Yatsushiro                                     | Yamaga                                          |
| ------------------------------------- | ------------------------------------ | ----------------------------------------------- | ---------------------------------------------- | ----------------------------------------------- |
| Park Dome Kumamoto Capaciteit: 10.000 | Aqua Dome Kumamoto Capaciteit: 6.400 | Kumamoto Prefectual Gymnasium Capaciteit: 3.400 | Yatsushiro General Gymnasium Capaciteit: 2.400 | Yamaga City Overall Gymnasium Capaciteit: 2.100 |
| Groep A, hoofdronde II, finalefase    | Groep B, hoofdronde I                | Groep C, D                                      | Groep C                                        | Groep D                                         |
|                                       |                                      |                                                 |                                                |                                                 |

## Loting
De loting voor de eindronde vond plaats op 21 juni 2019 in Tokio, Japan.

### Plaatsing
De plaatsing werd gepresenteerd op 19 juni 2019. Als organiserend land heeft Japan het recht om een groep te kiezen.
| Pot 1                                        | Pot 2                                         | Pot 3                                     | Pot 4                                    | Pot 5                                      | Pot 6                                            |
| -------------------------------------------- | --------------------------------------------- | ----------------------------------------- | ---------------------------------------- | ------------------------------------------ | ------------------------------------------------ |
| - Frankrijk - Rusland - Nederland - Roemenië | - Noorwegen - Zweden - Hongarije - Denemarken | - Montenegro - Japan - Duitsland - Servië | - Spanje - Slovenië - Zuid-Korea - China | - Brazilië - Angola - Senegal - Argentinië | - Kazachstan - Cuba - Congo-Kinshasa - Australië |

## Groepfase

### Groep A
| Pos | Team      | Wed | W | G | V | Ptn | DV  | DT  | +/−  | Kwalificatie |
| --- | --------- | --- | - | - | - | --- | --- | --- | ---- | ------------ |
| 1   | Nederland | 5   | 4 | 0 | 1 | 8   | 178 | 134 | +44  | hoofdronde   |
| 2   | Noorwegen | 5   | 4 | 0 | 1 | 8   | 169 | 115 | +54  | hoofdronde   |
| 3   | Servië    | 5   | 3 | 0 | 2 | 6   | 155 | 143 | +12  | hoofdronde   |
| 4   | Angola    | 5   | 2 | 0 | 3 | 4   | 150 | 151 | −1   |              |
| 5   | Slovenië  | 5   | 2 | 0 | 3 | 4   | 142 | 150 | −8   |              |
| 6   | Cuba      | 5   | 0 | 0 | 5 | 0   | 122 | 223 | −101 |              |

1. 1 2  Nederland 30–28 Noorwegen
2. 1 2  Slovenië 24–33 Angola

| Zaterdag 30 november 2019 15:00 (UTC+9) 7:00 (UTC+1) | Servië    | 32–25           | Angola   | Aqua Dome Kumamoto, Minami-ku Toeschouwers: 3.605 Scheidsrechters: García, Paolantoni (ARG) |
| Zaterdag 30 november 2019 15:00 (UTC+9) 7:00 (UTC+1) | Nikolić 7 | (16–12)         | Guialo 5 | Aqua Dome Kumamoto, Minami-ku Toeschouwers: 3.605 Scheidsrechters: García, Paolantoni (ARG) |
| Zaterdag 30 november 2019 15:00 (UTC+9) 7:00 (UTC+1) | 2× 4×     | FTR/MTR PbP/OMR | 1× 4×    | Aqua Dome Kumamoto, Minami-ku Toeschouwers: 3.605 Scheidsrechters: García, Paolantoni (ARG) |

| Zaterdag 30 november 2019 18:00 (UTC+9) 10:00 (UTC+1) | Nederland         | 26–32           | Slovenië  | Aqua Dome Kumamoto, Minami-ku Toeschouwers: 2.864 Scheidsrechters: Krichen, Makhlouf (TUN) |
| Zaterdag 30 november 2019 18:00 (UTC+9) 10:00 (UTC+1) | Abbingh, Polman 5 | (14–15)         | Stanko 12 | Aqua Dome Kumamoto, Minami-ku Toeschouwers: 2.864 Scheidsrechters: Krichen, Makhlouf (TUN) |
| Zaterdag 30 november 2019 18:00 (UTC+9) 10:00 (UTC+1) | 1× 3×             | FTR/MTR PbP/OMR | 1× 4×     | Aqua Dome Kumamoto, Minami-ku Toeschouwers: 2.864 Scheidsrechters: Krichen, Makhlouf (TUN) |

| Zaterdag 30 november 2019 20:30 (UTC+9) 12:30 (UTC+1) | Noorwegen      | 47–16           | Cuba               | Aqua Dome Kumamoto, Minami-ku Toeschouwers: 1.871 Scheidsrechters: El-Saied, El-Saied (EGY) |
| Zaterdag 30 november 2019 20:30 (UTC+9) 12:30 (UTC+1) | Herrem, Løke 8 | (25–9)          | Céspedes, Lusson 3 | Aqua Dome Kumamoto, Minami-ku Toeschouwers: 1.871 Scheidsrechters: El-Saied, El-Saied (EGY) |
| Zaterdag 30 november 2019 20:30 (UTC+9) 12:30 (UTC+1) | 3×             | FTR/MTR PbP/OMR | 1×                 | Aqua Dome Kumamoto, Minami-ku Toeschouwers: 1.871 Scheidsrechters: El-Saied, El-Saied (EGY) |

| Maandag 2 december 2019 12:30 (UTC+9) 4:30 (UTC+1) | Cuba   | 27–46           | Servië         | Aqua Dome Kumamoto, Minami-ku Toeschouwers: 5.570 Scheidsrechters: Krichen, Makhlouf (TUN) |
| Maandag 2 december 2019 12:30 (UTC+9) 4:30 (UTC+1) | Rizo 6 | (11–25)         | drie spelers 6 | Aqua Dome Kumamoto, Minami-ku Toeschouwers: 5.570 Scheidsrechters: Krichen, Makhlouf (TUN) |
| Maandag 2 december 2019 12:30 (UTC+9) 4:30 (UTC+1) | 5×     | FTR/MTR PbP/OMR | 1× 4×          | Aqua Dome Kumamoto, Minami-ku Toeschouwers: 5.570 Scheidsrechters: Krichen, Makhlouf (TUN) |

| Maandag 2 december 2019 15:00 (UTC+9) 7:00 (UTC+1) | Angola   | 28–35           | Nederland  | Aqua Dome Kumamoto, Minami-ku Toeschouwers: 4.690 Scheidsrechters: Belkhiri, Hamidi (ALG) |
| Maandag 2 december 2019 15:00 (UTC+9) 7:00 (UTC+1) | Carlos 9 | (12–17)         | Abbingh 11 | Aqua Dome Kumamoto, Minami-ku Toeschouwers: 4.690 Scheidsrechters: Belkhiri, Hamidi (ALG) |
| Maandag 2 december 2019 15:00 (UTC+9) 7:00 (UTC+1) | 1× 5×    | FTR/MTR PbP/OMR | 2× 5×      | Aqua Dome Kumamoto, Minami-ku Toeschouwers: 4.690 Scheidsrechters: Belkhiri, Hamidi (ALG) |

| Maandag 2 december 2019 20:30 (UTC+9) 12:30 (UTC+1) | Slovenië | 20–36           | Noorwegen          | Aqua Dome Kumamoto, Minami-ku Toeschouwers: 1.680 Scheidsrechters: Bonaventura, Bonaventura (FRA) |
| Maandag 2 december 2019 20:30 (UTC+9) 12:30 (UTC+1) | Gros 9   | (12–13)         | Røsberg Jacobsen 8 | Aqua Dome Kumamoto, Minami-ku Toeschouwers: 1.680 Scheidsrechters: Bonaventura, Bonaventura (FRA) |
| Maandag 2 december 2019 20:30 (UTC+9) 12:30 (UTC+1) | 3×       | FTR/MTR PbP/OMR | 3×                 | Aqua Dome Kumamoto, Minami-ku Toeschouwers: 1.680 Scheidsrechters: Bonaventura, Bonaventura (FRA) |

| Dinsdag 3 december 2019 15:00 (UTC+9) 7:00 (UTC+1) | Nederland    | 51–23           | Cuba       | Aqua Dome Kumamoto, Minami-ku Toeschouwers: 5.060 Scheidsrechters: García, Paolantoni (ARG) |
| Dinsdag 3 december 2019 15:00 (UTC+9) 7:00 (UTC+1) | Malestein 11 | (22–11)         | Céspedes 4 | Aqua Dome Kumamoto, Minami-ku Toeschouwers: 5.060 Scheidsrechters: García, Paolantoni (ARG) |
| Dinsdag 3 december 2019 15:00 (UTC+9) 7:00 (UTC+1) | 1× 5×        | FTR/MTR PbP/OMR | 6×         | Aqua Dome Kumamoto, Minami-ku Toeschouwers: 5.060 Scheidsrechters: García, Paolantoni (ARG) |

| Dinsdag 3 december 2019 18:00 (UTC+9) 10:00 (UTC+1) | Slovenië | 24–33           | Angola            | Aqua Dome Kumamoto, Minami-ku Toeschouwers: 2.280 Scheidsrechters: Koo, Lee (KOR) |
| Dinsdag 3 december 2019 18:00 (UTC+9) 10:00 (UTC+1) | Stanko 9 | (12–16)         | Carlos, Kassoma 6 | Aqua Dome Kumamoto, Minami-ku Toeschouwers: 2.280 Scheidsrechters: Koo, Lee (KOR) |
| Dinsdag 3 december 2019 18:00 (UTC+9) 10:00 (UTC+1) | 2× 3×    | FTR/MTR PbP/OMR | 5×                | Aqua Dome Kumamoto, Minami-ku Toeschouwers: 2.280 Scheidsrechters: Koo, Lee (KOR) |

| Dinsdag 3 december 2019 20:30 (UTC+9) 12:30 (UTC+1) | Noorwegen | 28–25           | Servië     | Aqua Dome Kumamoto, Minami-ku Toeschouwers: 1.970 Scheidsrechters: Kuttler, Merz (GER) |
| Dinsdag 3 december 2019 20:30 (UTC+9) 12:30 (UTC+1) | Oftedal 7 | (13–12)         | Liščević 6 | Aqua Dome Kumamoto, Minami-ku Toeschouwers: 1.970 Scheidsrechters: Kuttler, Merz (GER) |
| Dinsdag 3 december 2019 20:30 (UTC+9) 12:30 (UTC+1) | 3× 4×     | FTR/MTR PbP/OMR | 1× 8× 1×   | Aqua Dome Kumamoto, Minami-ku Toeschouwers: 1.970 Scheidsrechters: Kuttler, Merz (GER) |

| Donderdag 5 december 2019 15:00 (UTC+9) 7:00 (UTC+1) | Cuba   | 26–39           | Slovenië  | Aqua Dome Kumamoto, Minami-ku Toeschouwers: 5.520 Scheidsrechters: Năstase, Stancu (ROU) |
| Donderdag 5 december 2019 15:00 (UTC+9) 7:00 (UTC+1) | Rizo 7 | (15–17)         | Stanko 11 | Aqua Dome Kumamoto, Minami-ku Toeschouwers: 5.520 Scheidsrechters: Năstase, Stancu (ROU) |
| Donderdag 5 december 2019 15:00 (UTC+9) 7:00 (UTC+1) | 2×     | FTR/MTR PbP/OMR | 3× 5×     | Aqua Dome Kumamoto, Minami-ku Toeschouwers: 5.520 Scheidsrechters: Năstase, Stancu (ROU) |

| Donderdag 5 december 2019 18:00 (UTC+9) 10:00 (UTC+1) | Servië         | 23–36           | Nederland | Aqua Dome Kumamoto, Minami-ku Toeschouwers: 2.460 Scheidsrechters: Bonaventura, Bonaventura (FRA) |
| Donderdag 5 december 2019 18:00 (UTC+9) 10:00 (UTC+1) | drie spelers 6 | (12–20)         | Polman 8  | Aqua Dome Kumamoto, Minami-ku Toeschouwers: 2.460 Scheidsrechters: Bonaventura, Bonaventura (FRA) |
| Donderdag 5 december 2019 18:00 (UTC+9) 10:00 (UTC+1) | 4×             | FTR/MTR PbP/OMR | 2× 4×     | Aqua Dome Kumamoto, Minami-ku Toeschouwers: 2.460 Scheidsrechters: Bonaventura, Bonaventura (FRA) |

| Donderdag 5 december 2019 20:30 (UTC+9) 12:30 (UTC+1) | Noorwegen      | 30–24           | Angola   | Aqua Dome Kumamoto, Minami-ku Toeschouwers: 1.870 Scheidsrechters: García, Paolantoni (ARG) |
| Donderdag 5 december 2019 20:30 (UTC+9) 12:30 (UTC+1) | Hegh Arntzen 6 | (13–12)         | Carlos 6 | Aqua Dome Kumamoto, Minami-ku Toeschouwers: 1.870 Scheidsrechters: García, Paolantoni (ARG) |
| Donderdag 5 december 2019 20:30 (UTC+9) 12:30 (UTC+1) | 3× 2×          | FTR/MTR PbP/OMR | 1× 5×    | Aqua Dome Kumamoto, Minami-ku Toeschouwers: 1.870 Scheidsrechters: García, Paolantoni (ARG) |

| Vrijdag 6 december 2019 15:00 (UTC+9) 7:00 (UTC+1) | Servië      | 29–27           | Slovenië  | Aqua Dome Kumamoto, Minami-ku Toeschouwers: 4.680 Scheidsrechters: Makhlouf, Krichen (TUN) |
| Vrijdag 6 december 2019 15:00 (UTC+9) 7:00 (UTC+1) | Pop-Lazić 8 | (12–11)         | Stanko 10 | Aqua Dome Kumamoto, Minami-ku Toeschouwers: 4.680 Scheidsrechters: Makhlouf, Krichen (TUN) |
| Vrijdag 6 december 2019 15:00 (UTC+9) 7:00 (UTC+1) | 1× 4×       | FTR/MTR PbP/OMR | 2×        | Aqua Dome Kumamoto, Minami-ku Toeschouwers: 4.680 Scheidsrechters: Makhlouf, Krichen (TUN) |

| Vrijdag 6 december 2019 18:00 (UTC+9) 10:00 (UTC+1) | Angola   | 40–30           | Cuba     | Aqua Dome Kumamoto, Minami-ku Toeschouwers: 2.680 Scheidsrechters: Belkhiri, Hamidi (ALG) |
| Vrijdag 6 december 2019 18:00 (UTC+9) 10:00 (UTC+1) | Guialo 7 | (20–16)         | Lusson 7 | Aqua Dome Kumamoto, Minami-ku Toeschouwers: 2.680 Scheidsrechters: Belkhiri, Hamidi (ALG) |
| Vrijdag 6 december 2019 18:00 (UTC+9) 10:00 (UTC+1) | 6×       | FTR/MTR PbP/OMR | 1× 6×    | Aqua Dome Kumamoto, Minami-ku Toeschouwers: 2.680 Scheidsrechters: Belkhiri, Hamidi (ALG) |

| Vrijdag 6 december 2019 20:30 (UTC+9) 12:30 (UTC+1) | Nederland | 30–28           | Noorwegen | Aqua Dome Kumamoto, Minami-ku Toeschouwers: 3.380 Scheidsrechters: García, Marín (ESP) |
| Vrijdag 6 december 2019 20:30 (UTC+9) 12:30 (UTC+1) | Abbingh 6 | (14–18)         | Oftedal 9 | Aqua Dome Kumamoto, Minami-ku Toeschouwers: 3.380 Scheidsrechters: García, Marín (ESP) |
| Vrijdag 6 december 2019 20:30 (UTC+9) 12:30 (UTC+1) | 2× 1×     | FTR/MTR PbP/OMR | 2×        | Aqua Dome Kumamoto, Minami-ku Toeschouwers: 3.380 Scheidsrechters: García, Marín (ESP) |

### Groep B
| Pos | Team       | Wed | W | G | V | Ptn | DV  | DT  | +/−  | Kwalificatie |
| --- | ---------- | --- | - | - | - | --- | --- | --- | ---- | ------------ |
| 1   | Zuid-Korea | 5   | 3 | 2 | 0 | 8   | 149 | 124 | +25  | hoofdronde   |
| 2   | Duitsland  | 5   | 3 | 1 | 1 | 7   | 142 | 111 | +31  | hoofdronde   |
| 3   | Denemarken | 5   | 3 | 1 | 1 | 7   | 132 | 100 | +32  | hoofdronde   |
| 4   | Frankrijk  | 5   | 2 | 1 | 2 | 5   | 137 | 100 | +37  |              |
| 5   | Brazilië   | 5   | 1 | 1 | 3 | 3   | 119 | 115 | +4   |              |
| 6   | Australië  | 5   | 0 | 0 | 5 | 0   | 53  | 182 | −129 |              |

1. 1 2  Denemarken 25–26 Duitsland

| Zaterdag 30 november 2019 15:00 (UTC+9) 7:00 (UTC+1) | Duitsland | 30–24           | Brazilië     | Yamaga City Overall Gymnasium, Yamaga Toeschouwers: 1.300 Scheidsrechters: García, Marín (ESP) |
| Zaterdag 30 november 2019 15:00 (UTC+9) 7:00 (UTC+1) | Behnke 6  | (14–11)         | Nascimento 5 | Yamaga City Overall Gymnasium, Yamaga Toeschouwers: 1.300 Scheidsrechters: García, Marín (ESP) |
| Zaterdag 30 november 2019 15:00 (UTC+9) 7:00 (UTC+1) | 1× 4×     | FTR/MTR PbP/OMR | 1×           | Yamaga City Overall Gymnasium, Yamaga Toeschouwers: 1.300 Scheidsrechters: García, Marín (ESP) |

| Zaterdag 30 november 2019 18:00 (UTC+9) 10:00 (UTC+1) | Frankrijk | 27–29           | Zuid-Korea | Yamaga City Overall Gymnasium, Yamaga Scheidsrechters: Lemes, Sosa (URU) |
| Zaterdag 30 november 2019 18:00 (UTC+9) 10:00 (UTC+1) | Zaadi 5   | (13–12)         | Ryu 12     | Yamaga City Overall Gymnasium, Yamaga Scheidsrechters: Lemes, Sosa (URU) |
| Zaterdag 30 november 2019 18:00 (UTC+9) 10:00 (UTC+1) | 2× 5×     | FTR/MTR PbP/OMR | 1× 2× 1×   | Yamaga City Overall Gymnasium, Yamaga Scheidsrechters: Lemes, Sosa (URU) |

| Zaterdag 30 november 2019 20:30 (UTC+9) 12:30 (UTC+1) | Denemarken   | 37–12           | Australië | Kumamoto Prefectural Gymnasium, Nishi-ku Toeschouwers: 1.400 Scheidsrechters: Cheng, Zhou (CHN) |
| Zaterdag 30 november 2019 20:30 (UTC+9) 12:30 (UTC+1) | Østergaard 6 | (17–4)          | Potocki 4 | Kumamoto Prefectural Gymnasium, Nishi-ku Toeschouwers: 1.400 Scheidsrechters: Cheng, Zhou (CHN) |
| Zaterdag 30 november 2019 20:30 (UTC+9) 12:30 (UTC+1) | 2×           | FTR/MTR PbP/OMR | 8×        | Kumamoto Prefectural Gymnasium, Nishi-ku Toeschouwers: 1.400 Scheidsrechters: Cheng, Zhou (CHN) |

| Zondag 1 december 2019 15:00 (UTC+9) 7:00 (UTC+1) | Brazilië       | 19–19           | Frankrijk      | Yamaga City Overall Gymnasium, Yamaga Toeschouwers: 1.580 Scheidsrechters: Lah, Sok (SLO) |
| Zondag 1 december 2019 15:00 (UTC+9) 7:00 (UTC+1) | vier spelers 3 | (7–10)          | drie spelers 3 | Yamaga City Overall Gymnasium, Yamaga Toeschouwers: 1.580 Scheidsrechters: Lah, Sok (SLO) |
| Zondag 1 december 2019 15:00 (UTC+9) 7:00 (UTC+1) | 3×             | FTR/MTR PbP/OMR | 2× 5× 1×       | Yamaga City Overall Gymnasium, Yamaga Toeschouwers: 1.580 Scheidsrechters: Lah, Sok (SLO) |

| Zondag 1 december 2019 18:00 (UTC+9) 10:00 (UTC+1) | Australië | 8–34            | Duitsland   | Yamaga City Overall Gymnasium, Yamaga Toeschouwers: 1.450 Scheidsrechters: Hizaki, Ikebuchi (JPN) |
| Zondag 1 december 2019 18:00 (UTC+9) 10:00 (UTC+1) | Potocki 3 | (4–16)          | Lauenroth 6 | Yamaga City Overall Gymnasium, Yamaga Toeschouwers: 1.450 Scheidsrechters: Hizaki, Ikebuchi (JPN) |
| Zondag 1 december 2019 18:00 (UTC+9) 10:00 (UTC+1) | 2×        | FTR/MTR PbP/OMR | 1× 6×       | Yamaga City Overall Gymnasium, Yamaga Toeschouwers: 1.450 Scheidsrechters: Hizaki, Ikebuchi (JPN) |

| Zondag 1 december 2019 20:30 (UTC+9) 12:30 (UTC+1) | Zuid-Korea | 26–26           | Denemarken | Kumamoto Prefectural Gymnasium, Nishi-ku Toeschouwers: 1.380 Scheidsrechters: Alpaidze, Berjozkina (RUS) |
| Zondag 1 december 2019 20:30 (UTC+9) 12:30 (UTC+1) | Ryu 9      | (13–10)         | Højlund 4  | Kumamoto Prefectural Gymnasium, Nishi-ku Toeschouwers: 1.380 Scheidsrechters: Alpaidze, Berjozkina (RUS) |
| Zondag 1 december 2019 20:30 (UTC+9) 12:30 (UTC+1) | 1× 5×      | FTR/MTR PbP/OMR | 1× 6× 1×   | Kumamoto Prefectural Gymnasium, Nishi-ku Toeschouwers: 1.380 Scheidsrechters: Alpaidze, Berjozkina (RUS) |

| Dinsdag 3 december 2019 15:00 (UTC+9) 7:00 (UTC+1) | Zuid-Korea   | 33–27           | Brazilië | Yamaga City Overall Gymnasium, Yamaga Toeschouwers: 1.750 Scheidsrechters: Hamidi, Belkhiri (ALG) |
| Dinsdag 3 december 2019 15:00 (UTC+9) 7:00 (UTC+1) | Ryu, Shin 12 | (16–14)         | Amorim 9 | Yamaga City Overall Gymnasium, Yamaga Toeschouwers: 1.750 Scheidsrechters: Hamidi, Belkhiri (ALG) |
| Dinsdag 3 december 2019 15:00 (UTC+9) 7:00 (UTC+1) | 2× 6×        | FTR/MTR PbP/OMR | 2× 3×    | Yamaga City Overall Gymnasium, Yamaga Toeschouwers: 1.750 Scheidsrechters: Hamidi, Belkhiri (ALG) |

| Dinsdag 3 december 2019 19:00 (UTC+9) 11:00 (UTC+1) | Frankrijk  | 46–7            | Australië | Yamaga City Overall Gymnasium, Yamaga Toeschouwers: 1.540 Scheidsrechters: El-Saied, El-Saied (EGY) |
| Dinsdag 3 december 2019 19:00 (UTC+9) 11:00 (UTC+1) | Coatanea 7 | (21–3)          | Potocki 4 | Yamaga City Overall Gymnasium, Yamaga Toeschouwers: 1.540 Scheidsrechters: El-Saied, El-Saied (EGY) |
| Dinsdag 3 december 2019 19:00 (UTC+9) 11:00 (UTC+1) | 1× 2×      | FTR/MTR PbP/OMR | 1× 6×     | Yamaga City Overall Gymnasium, Yamaga Toeschouwers: 1.540 Scheidsrechters: El-Saied, El-Saied (EGY) |

| Dinsdag 3 december 2019 20:30 (UTC+9) 12:30 (UTC+1) | Denemarken  | 25–26           | Duitsland | Kumamoto Prefectural Gymnasium, Nishi-ku Toeschouwers: 1.000 Scheidsrechters: Sosa, Lemes (URU) |
| Dinsdag 3 december 2019 20:30 (UTC+9) 12:30 (UTC+1) | Jørgensen 5 | (11–13)         | Behnke 7  | Kumamoto Prefectural Gymnasium, Nishi-ku Toeschouwers: 1.000 Scheidsrechters: Sosa, Lemes (URU) |
| Dinsdag 3 december 2019 20:30 (UTC+9) 12:30 (UTC+1) | 1× 2×       | FTR/MTR PbP/OMR | 2× 5×     | Kumamoto Prefectural Gymnasium, Nishi-ku Toeschouwers: 1.000 Scheidsrechters: Sosa, Lemes (URU) |

| Woensdag 4 december 2019 15:00 (UTC+9) 7:00 (UTC+1) | Australië  | 17–34           | Zuid-Korea | Yamaga City Overall Gymnasium, Yamaga Toeschouwers: 1.590 Scheidsrechters: Lončar, Lončar (CRO) |
| Woensdag 4 december 2019 15:00 (UTC+9) 7:00 (UTC+1) | Potocki 10 | (10–18)         | Lee 5      | Yamaga City Overall Gymnasium, Yamaga Toeschouwers: 1.590 Scheidsrechters: Lončar, Lončar (CRO) |
| Woensdag 4 december 2019 15:00 (UTC+9) 7:00 (UTC+1) | 1× 6×      | FTR/MTR PbP/OMR | 3×         | Yamaga City Overall Gymnasium, Yamaga Toeschouwers: 1.590 Scheidsrechters: Lončar, Lončar (CRO) |

| Woensdag 4 december 2019 19:00 (UTC+9) 11:00 (UTC+1) | Duitsland | 25–27           | Frankrijk | Yamaga City Overall Gymnasium, Yamaga Toeschouwers: 1.950 Scheidsrechters: García, Marín (ESP) |
| Woensdag 4 december 2019 19:00 (UTC+9) 11:00 (UTC+1) | Bölk 8    | (12–14)         | Zaadi 4   | Yamaga City Overall Gymnasium, Yamaga Toeschouwers: 1.950 Scheidsrechters: García, Marín (ESP) |
| Woensdag 4 december 2019 19:00 (UTC+9) 11:00 (UTC+1) | 2× 1×     | FTR/MTR PbP/OMR | 1× 2×     | Yamaga City Overall Gymnasium, Yamaga Toeschouwers: 1.950 Scheidsrechters: García, Marín (ESP) |

| Woensdag 4 december 2019 20:30 (UTC+9) 12:30 (UTC+1) | Denemarken  | 24–18           | Brazilië | Kumamoto Prefectural Gymnasium, Nishi-ku Toeschouwers: 1.100 Scheidsrechters: García, Paolantoni (ARG) |
| Woensdag 4 december 2019 20:30 (UTC+9) 12:30 (UTC+1) | Jørgensen 6 | (11–9)          | Vieira 5 | Kumamoto Prefectural Gymnasium, Nishi-ku Toeschouwers: 1.100 Scheidsrechters: García, Paolantoni (ARG) |
| Woensdag 4 december 2019 20:30 (UTC+9) 12:30 (UTC+1) | 1× 3×       | FTR/MTR PbP/OMR | 5×       | Kumamoto Prefectural Gymnasium, Nishi-ku Toeschouwers: 1.100 Scheidsrechters: García, Paolantoni (ARG) |

| Vrijdag 6 december 2019 15:00 (UTC+9) 7:00 (UTC+1) | Brazilië | 31–9            | Australië | Yamaga City Overall Gymnasium, Yamaga Toeschouwers: 1.490 Scheidsrechters: Cheng, Zhou (CHN) |
| Vrijdag 6 december 2019 15:00 (UTC+9) 7:00 (UTC+1) | Belo 5   | (15–5)          | Potocki 7 | Yamaga City Overall Gymnasium, Yamaga Toeschouwers: 1.490 Scheidsrechters: Cheng, Zhou (CHN) |
| Vrijdag 6 december 2019 15:00 (UTC+9) 7:00 (UTC+1) | 1× 7× 1× | FTR/MTR PbP/OMR | 2×        | Yamaga City Overall Gymnasium, Yamaga Toeschouwers: 1.490 Scheidsrechters: Cheng, Zhou (CHN) |

| Vrijdag 6 december 2019 19:00 (UTC+9) 11:00 (UTC+1) | Duitsland | 27–27           | Zuid-Korea | Yamaga City Overall Gymnasium, Yamaga Toeschouwers: 2.100 Scheidsrechters: Alpaidze, Berjozkina (RUS) |
| Vrijdag 6 december 2019 19:00 (UTC+9) 11:00 (UTC+1) | Behnke 7  | (15–14)         | Ryu 10     | Yamaga City Overall Gymnasium, Yamaga Toeschouwers: 2.100 Scheidsrechters: Alpaidze, Berjozkina (RUS) |
| Vrijdag 6 december 2019 19:00 (UTC+9) 11:00 (UTC+1) | 2× 6×     | FTR/MTR PbP/OMR | 2×         | Yamaga City Overall Gymnasium, Yamaga Toeschouwers: 2.100 Scheidsrechters: Alpaidze, Berjozkina (RUS) |

| Vrijdag 6 december 2019 20:30 (UTC+9) 12:30 (UTC+1) | Frankrijk   | 18–20           | Denemarken  | Kumamoto Prefectural Gymnasium, Nishi-ku Toeschouwers: 1.600 Scheidsrechters: Lah, Sok (SLO) |
| Vrijdag 6 december 2019 20:30 (UTC+9) 12:30 (UTC+1) | Lacrabère 6 | (7–9)           | Jørgensen 7 | Kumamoto Prefectural Gymnasium, Nishi-ku Toeschouwers: 1.600 Scheidsrechters: Lah, Sok (SLO) |
| Vrijdag 6 december 2019 20:30 (UTC+9) 12:30 (UTC+1) | 3× 4×       | FTR/MTR PbP/OMR | 6×          | Kumamoto Prefectural Gymnasium, Nishi-ku Toeschouwers: 1.600 Scheidsrechters: Lah, Sok (SLO) |

### Groep C
| Pos | Team       | Wed | W | G | V | Ptn | DV  | DT  | +/− | Kwalificatie |
| --- | ---------- | --- | - | - | - | --- | --- | --- | --- | ------------ |
| 1   | Spanje     | 5   | 5 | 0 | 0 | 10  | 159 | 103 | +56 | hoofdronde   |
| 2   | Montenegro | 5   | 4 | 0 | 1 | 8   | 137 | 123 | +14 | hoofdronde   |
| 3   | Roemenië   | 5   | 3 | 0 | 2 | 6   | 121 | 129 | −8  | hoofdronde   |
| 4   | Hongarije  | 5   | 2 | 0 | 3 | 4   | 145 | 117 | +28 |              |
| 5   | Senegal    | 5   | 1 | 0 | 4 | 2   | 119 | 137 | −18 |              |
| 6   | Kazachstan | 5   | 0 | 0 | 5 | 0   | 92  | 164 | −72 |              |

| Zaterdag 30 november 2019 15:00 (UTC+9) 7:00 (UTC+1) | Montenegro | 29–25           | Senegal           | Yatsushiro General Gymnasium, Yatsushiro Toeschouwers: 1.900 Scheidsrechters: Kuttler, Merz (GER) |
| Zaterdag 30 november 2019 15:00 (UTC+9) 7:00 (UTC+1) | Jauković 7 | (14–15)         | Keita, Sankharé 5 | Yatsushiro General Gymnasium, Yatsushiro Toeschouwers: 1.900 Scheidsrechters: Kuttler, Merz (GER) |
| Zaterdag 30 november 2019 15:00 (UTC+9) 7:00 (UTC+1) | 3× 5×      | FTR/MTR PbP/OMR | 1× 2×             | Yatsushiro General Gymnasium, Yatsushiro Toeschouwers: 1.900 Scheidsrechters: Kuttler, Merz (GER) |

| Zaterdag 30 november 2019 18:00 (UTC+9) 10:00 (UTC+1) | Roemenië | 16–31           | Spanje              | Kumamoto Prefectural Gymnasium, Nishi-ku Toeschouwers: 1.300 Scheidsrechters: Bonaventura, Bonaventura (FRA) |
| Zaterdag 30 november 2019 18:00 (UTC+9) 10:00 (UTC+1) | Neagu 6  | (9–16)          | Cabral, Fernández 6 | Kumamoto Prefectural Gymnasium, Nishi-ku Toeschouwers: 1.300 Scheidsrechters: Bonaventura, Bonaventura (FRA) |
| Zaterdag 30 november 2019 18:00 (UTC+9) 10:00 (UTC+1) | 2× 7×    | FTR/MTR PbP/OMR | 1× 5×               | Kumamoto Prefectural Gymnasium, Nishi-ku Toeschouwers: 1.300 Scheidsrechters: Bonaventura, Bonaventura (FRA) |

| Zaterdag 30 november 2019 18:00 (UTC+9) 10:00 (UTC+1) | Hongarije         | 39–15           | Kazachstan | Yatsushiro General Gymnasium, Yatsushiro Toeschouwers: 1.800 Scheidsrechters: Hizaki, Ikebuchi (JPN) |
| Zaterdag 30 november 2019 18:00 (UTC+9) 10:00 (UTC+1) | Márton, Schatzl 7 | (22–8)          | Abilda 5   | Yatsushiro General Gymnasium, Yatsushiro Toeschouwers: 1.800 Scheidsrechters: Hizaki, Ikebuchi (JPN) |
| Zaterdag 30 november 2019 18:00 (UTC+9) 10:00 (UTC+1) | 1×                | FTR/MTR PbP/OMR |            | Yatsushiro General Gymnasium, Yatsushiro Toeschouwers: 1.800 Scheidsrechters: Hizaki, Ikebuchi (JPN) |

| Zondag 1 december 2019 15:00 (UTC+9) 7:00 (UTC+1) | Kazachstan    | 21–30           | Montenegro  | Yatsushiro General Gymnasium, Yatsushiro Toeschouwers: 1.910 Scheidsrechters: El-Saied, El-Saied (EGY) |
| Zondag 1 december 2019 15:00 (UTC+9) 7:00 (UTC+1) | Alexandrova 5 | (11–13)         | Radičević 9 | Yatsushiro General Gymnasium, Yatsushiro Toeschouwers: 1.910 Scheidsrechters: El-Saied, El-Saied (EGY) |
| Zondag 1 december 2019 15:00 (UTC+9) 7:00 (UTC+1) | 3×            | FTR/MTR PbP/OMR | 1× 5×       | Yatsushiro General Gymnasium, Yatsushiro Toeschouwers: 1.910 Scheidsrechters: El-Saied, El-Saied (EGY) |

| Zondag 1 december 2019 18:00 (UTC+9) 10:00 (UTC+1) | Spanje   | 29–25           | Hongarije | Kumamoto Prefectural Gymnasium, Nishi-ku Toeschouwers: 1.600 Scheidsrechters: Christiansen, Hansen (DEN) |
| Zondag 1 december 2019 18:00 (UTC+9) 10:00 (UTC+1) | Cabral 7 | (18–13)         | Tóvizi 5  | Kumamoto Prefectural Gymnasium, Nishi-ku Toeschouwers: 1.600 Scheidsrechters: Christiansen, Hansen (DEN) |
| Zondag 1 december 2019 18:00 (UTC+9) 10:00 (UTC+1) | 1× 4× 1× | FTR/MTR PbP/OMR | 1× 5×     | Kumamoto Prefectural Gymnasium, Nishi-ku Toeschouwers: 1.600 Scheidsrechters: Christiansen, Hansen (DEN) |

| Zondag 1 december 2019 18:00 (UTC+9) 10:00 (UTC+1) | Senegal        | 24–29           | Roemenië | Yatsushiro General Gymnasium, Yatsushiro Toeschouwers: 1.850 Scheidsrechters: Koo, Lee (KOR) |
| Zondag 1 december 2019 18:00 (UTC+9) 10:00 (UTC+1) | drie spelers 6 | (12–15)         | Neagu 13 | Yatsushiro General Gymnasium, Yatsushiro Toeschouwers: 1.850 Scheidsrechters: Koo, Lee (KOR) |
| Zondag 1 december 2019 18:00 (UTC+9) 10:00 (UTC+1) | 2× 3×          | FTR/MTR PbP/OMR | 4× 7×    | Yatsushiro General Gymnasium, Yatsushiro Toeschouwers: 1.850 Scheidsrechters: Koo, Lee (KOR) |

| Dinsdag 3 december 2019 15:00 (UTC+9) 7:00 (UTC+1) | Hongarije | 24–25           | Montenegro  | Kumamoto Prefectural Gymnasium, Nishi-ku Toeschouwers: 1.600 Scheidsrechters: García, Marín (ESP) |
| Dinsdag 3 december 2019 15:00 (UTC+9) 7:00 (UTC+1) | Schatzl 7 | (12–13)         | Radičević 8 | Kumamoto Prefectural Gymnasium, Nishi-ku Toeschouwers: 1.600 Scheidsrechters: García, Marín (ESP) |
| Dinsdag 3 december 2019 15:00 (UTC+9) 7:00 (UTC+1) | 2×        | FTR/MTR PbP/OMR | 1× 7× 1×    | Kumamoto Prefectural Gymnasium, Nishi-ku Toeschouwers: 1.600 Scheidsrechters: García, Marín (ESP) |

| Dinsdag 3 december 2019 15:00 (UTC+9) 7:00 (UTC+1) | Spanje   | 29–20           | Senegal  | Yatsushiro General Gymnasium, Yatsushiro Toeschouwers: 1.950 Scheidsrechters: Lah, Sok (SLO) |
| Dinsdag 3 december 2019 15:00 (UTC+9) 7:00 (UTC+1) | Cabral 8 | (14–13)         | Camara 6 | Yatsushiro General Gymnasium, Yatsushiro Toeschouwers: 1.950 Scheidsrechters: Lah, Sok (SLO) |
| Dinsdag 3 december 2019 15:00 (UTC+9) 7:00 (UTC+1) | 3× 5×    | FTR/MTR PbP/OMR | 4×       | Yatsushiro General Gymnasium, Yatsushiro Toeschouwers: 1.950 Scheidsrechters: Lah, Sok (SLO) |

| Dinsdag 3 december 2019 19:00 (UTC+9) 11:00 (UTC+1) | Roemenië | 22–20           | Kazachstan | Yatsushiro General Gymnasium, Yatsushiro Toeschouwers: 1.810 Scheidsrechters: Cheng, Zhou (CHN) |
| Dinsdag 3 december 2019 19:00 (UTC+9) 11:00 (UTC+1) | Pintea 5 | (14–11)         | Khardina 6 | Yatsushiro General Gymnasium, Yatsushiro Toeschouwers: 1.810 Scheidsrechters: Cheng, Zhou (CHN) |
| Dinsdag 3 december 2019 19:00 (UTC+9) 11:00 (UTC+1) | 1× 3×    | FTR/MTR PbP/OMR | 1×         | Yatsushiro General Gymnasium, Yatsushiro Toeschouwers: 1.810 Scheidsrechters: Cheng, Zhou (CHN) |

| Woensdag 4 december 2019 15:00 (UTC+9) 7:00 (UTC+1) | Montenegro            | 27–26           | Roemenië | Kumamoto Prefectural Gymnasium, Nishi-ku Toeschouwers: 1.700 Scheidsrechters: Christiansen, Hansen (DEN) |
| Woensdag 4 december 2019 15:00 (UTC+9) 7:00 (UTC+1) | Radičević, Raičević 6 | (11–12)         | Neagu 11 | Kumamoto Prefectural Gymnasium, Nishi-ku Toeschouwers: 1.700 Scheidsrechters: Christiansen, Hansen (DEN) |
| Woensdag 4 december 2019 15:00 (UTC+9) 7:00 (UTC+1) | 3× 7× 1×              | FTR/MTR PbP/OMR | 1× 7× 1× | Kumamoto Prefectural Gymnasium, Nishi-ku Toeschouwers: 1.700 Scheidsrechters: Christiansen, Hansen (DEN) |

| Woensdag 4 december 2019 15:00 (UTC+9) 7:00 (UTC+1) | Kazachstan           | 16–43           | Spanje      | Yatsushiro General Gymnasium, Yatsushiro Toeschouwers: 2.000 Scheidsrechters: El-Saied, El-Saied (EGY) |
| Woensdag 4 december 2019 15:00 (UTC+9) 7:00 (UTC+1) | Abilda, Rejemetova 3 | (11–19)         | M. López 10 | Yatsushiro General Gymnasium, Yatsushiro Toeschouwers: 2.000 Scheidsrechters: El-Saied, El-Saied (EGY) |
| Woensdag 4 december 2019 15:00 (UTC+9) 7:00 (UTC+1) | 5×                   | FTR/MTR PbP/OMR | 4×          | Yatsushiro General Gymnasium, Yatsushiro Toeschouwers: 2.000 Scheidsrechters: El-Saied, El-Saied (EGY) |

| Woensdag 4 december 2019 19:00 (UTC+9) 11:00 (UTC+1) | Hongarije | 30–20           | Senegal    | Yatsushiro General Gymnasium, Yatsushiro Toeschouwers: 2.020 Scheidsrechters: Alpaidze, Berjozkina (RUS) |
| Woensdag 4 december 2019 19:00 (UTC+9) 11:00 (UTC+1) | Kovács 6  | (17–9)          | Sankharé 6 | Yatsushiro General Gymnasium, Yatsushiro Toeschouwers: 2.020 Scheidsrechters: Alpaidze, Berjozkina (RUS) |
| Woensdag 4 december 2019 19:00 (UTC+9) 11:00 (UTC+1) | 1× 2×     | FTR/MTR PbP/OMR | 1× 4×      | Yatsushiro General Gymnasium, Yatsushiro Toeschouwers: 2.020 Scheidsrechters: Alpaidze, Berjozkina (RUS) |

| Vrijdag 6 december 2019 15:00 (UTC+9) 7:00 (UTC+1) | Senegal  | 30–20           | Kazachstan | Kumamoto Prefectural Gymnasium, Nishi-ku Toeschouwers: 1.700 Scheidsrechters: Hizaki, Ikebuchi (JPN) |
| Vrijdag 6 december 2019 15:00 (UTC+9) 7:00 (UTC+1) | Camara 8 | (15–7)          | Abilda 7   | Kumamoto Prefectural Gymnasium, Nishi-ku Toeschouwers: 1.700 Scheidsrechters: Hizaki, Ikebuchi (JPN) |
| Vrijdag 6 december 2019 15:00 (UTC+9) 7:00 (UTC+1) | 3×       | FTR/MTR PbP/OMR | 1× 6× 1×   | Kumamoto Prefectural Gymnasium, Nishi-ku Toeschouwers: 1.700 Scheidsrechters: Hizaki, Ikebuchi (JPN) |

| Vrijdag 6 december 2019 15:00 (UTC+9) 7:00 (UTC+1) | Montenegro  | 26–27           | Spanje         | Yatsushiro General Gymnasium, Yatsushiro Toeschouwers: 2.000 Scheidsrechters: Bonaventura, Bonaventura (FRA) |
| Vrijdag 6 december 2019 15:00 (UTC+9) 7:00 (UTC+1) | Radičević 7 | (14–14)         | Cabral, Pena 6 | Yatsushiro General Gymnasium, Yatsushiro Toeschouwers: 2.000 Scheidsrechters: Bonaventura, Bonaventura (FRA) |
| Vrijdag 6 december 2019 15:00 (UTC+9) 7:00 (UTC+1) | 7×          | FTR/MTR PbP/OMR | 2× 4×          | Yatsushiro General Gymnasium, Yatsushiro Toeschouwers: 2.000 Scheidsrechters: Bonaventura, Bonaventura (FRA) |

| Vrijdag 6 december 2019 19:00 (UTC+9) 11:00 (UTC+1) | Roemenië | 28–27           | Hongarije          | Yatsushiro General Gymnasium, Yatsushiro Toeschouwers: 2.500 Scheidsrechters: Kuttler, Merz (GER) |
| Vrijdag 6 december 2019 19:00 (UTC+9) 11:00 (UTC+1) | Neagu 10 | (10–16)         | Kovacsics, Szabó 6 | Yatsushiro General Gymnasium, Yatsushiro Toeschouwers: 2.500 Scheidsrechters: Kuttler, Merz (GER) |
| Vrijdag 6 december 2019 19:00 (UTC+9) 11:00 (UTC+1) | 2× 6×    | FTR/MTR PbP/OMR | 2× 5×              | Yatsushiro General Gymnasium, Yatsushiro Toeschouwers: 2.500 Scheidsrechters: Kuttler, Merz (GER) |

### Groep D
| Pos | Team           | Wed | W | G | V | Ptn | DV  | DT  | +/− | Kwalificatie |
| --- | -------------- | --- | - | - | - | --- | --- | --- | --- | ------------ |
| 1   | Rusland        | 5   | 5 | 0 | 0 | 10  | 158 | 91  | +67 | hoofdronde   |
| 2   | Zweden         | 5   | 4 | 0 | 1 | 8   | 144 | 114 | +30 | hoofdronde   |
| 3   | Japan (G)      | 5   | 3 | 0 | 2 | 6   | 136 | 121 | +15 | hoofdronde   |
| 4   | Argentinië     | 5   | 2 | 0 | 3 | 4   | 124 | 133 | −9  |              |
| 5   | Congo-Kinshasa | 5   | 1 | 0 | 4 | 2   | 86  | 137 | −51 |              |
| 6   | China          | 5   | 0 | 0 | 5 | 0   | 100 | 152 | −52 |              |

| Zaterdag 30 november 2019 15:00 (UTC+9) 7:00 (UTC+1) | Japan    | 24–20           | Argentinië | Park Dome Kumamoto, Higashi-ku Toeschouwers: 9.100 Scheidsrechters: Năstase, Stancu (ROU) |
| Zaterdag 30 november 2019 15:00 (UTC+9) 7:00 (UTC+1) | Ohyama 5 | (14–10)         | Karsten 7  | Park Dome Kumamoto, Higashi-ku Toeschouwers: 9.100 Scheidsrechters: Năstase, Stancu (ROU) |
| Zaterdag 30 november 2019 15:00 (UTC+9) 7:00 (UTC+1) | 2× 9×    | FTR/MTR PbP/OMR | 2× 4×      | Park Dome Kumamoto, Higashi-ku Toeschouwers: 9.100 Scheidsrechters: Năstase, Stancu (ROU) |

| Zaterdag 30 november 2019 18:00 (UTC+9) 10:00 (UTC+1) | Rusland      | 26–11           | China  | Park Dome Kumamoto, Higashi-ku Toeschouwers: 4.900 Scheidsrechters: Lončar, Lončar (CRO) |
| Zaterdag 30 november 2019 18:00 (UTC+9) 10:00 (UTC+1) | Managarova 5 | (13–6)          | Chen 4 | Park Dome Kumamoto, Higashi-ku Toeschouwers: 4.900 Scheidsrechters: Lončar, Lončar (CRO) |
| Zaterdag 30 november 2019 18:00 (UTC+9) 10:00 (UTC+1) | 3×           | FTR/MTR PbP/OMR | 4×     | Park Dome Kumamoto, Higashi-ku Toeschouwers: 4.900 Scheidsrechters: Lončar, Lončar (CRO) |

| Zaterdag 30 november 2019 20:30 (UTC+9) 12:30 (UTC+1) | Zweden       | 26–16           | Congo-Kinshasa | Park Dome Kumamoto, Higashi-ku Toeschouwers: 2.230 Scheidsrechters: Antić, Jakovljević (SRB) |
| Zaterdag 30 november 2019 20:30 (UTC+9) 12:30 (UTC+1) | Lagerquist 6 | (11–8)          | Mwasesa 6      | Park Dome Kumamoto, Higashi-ku Toeschouwers: 2.230 Scheidsrechters: Antić, Jakovljević (SRB) |
| Zaterdag 30 november 2019 20:30 (UTC+9) 12:30 (UTC+1) | 3× 2×        | FTR/MTR PbP/OMR | 1× 3×          | Park Dome Kumamoto, Higashi-ku Toeschouwers: 2.230 Scheidsrechters: Antić, Jakovljević (SRB) |

| Maandag 2 december 2019 15:00 (UTC+9) 7:00 (UTC+1) | Argentinië     | 22–35           | Rusland      | Park Dome Kumamoto, Higashi-ku Toeschouwers: 6.628 Scheidsrechters: Cheng, Zhou (CHN) |
| Maandag 2 december 2019 15:00 (UTC+9) 7:00 (UTC+1) | drie spelers 4 | (12–17)         | Gorsjenina 5 | Park Dome Kumamoto, Higashi-ku Toeschouwers: 6.628 Scheidsrechters: Cheng, Zhou (CHN) |
| Maandag 2 december 2019 15:00 (UTC+9) 7:00 (UTC+1) | 3× 1×          | FTR/MTR PbP/OMR | 1× 7× 1×     | Park Dome Kumamoto, Higashi-ku Toeschouwers: 6.628 Scheidsrechters: Cheng, Zhou (CHN) |

| Maandag 2 december 2019 18:00 (UTC+9) 10:00 (UTC+1) | Congo-Kinshasa | 16–28           | Japan    | Park Dome Kumamoto, Higashi-ku Toeschouwers: 4.476 Scheidsrechters: Lončar, Lončar (CRO) |
| Maandag 2 december 2019 18:00 (UTC+9) 10:00 (UTC+1) | Ngo 4          | (9–17)          | Ohyama 6 | Park Dome Kumamoto, Higashi-ku Toeschouwers: 4.476 Scheidsrechters: Lončar, Lončar (CRO) |
| Maandag 2 december 2019 18:00 (UTC+9) 10:00 (UTC+1) | 1× 2×          | FTR/MTR PbP/OMR | 4×       | Park Dome Kumamoto, Higashi-ku Toeschouwers: 4.476 Scheidsrechters: Lončar, Lončar (CRO) |

| Maandag 2 december 2019 20:30 (UTC+9) 12:30 (UTC+1) | China | 19–32           | Zweden         | Park Dome Kumamoto, Higashi-ku Toeschouwers: 2.100 Scheidsrechters: Stancu, Năstase (ROU) |
| Maandag 2 december 2019 20:30 (UTC+9) 12:30 (UTC+1) | Jin 5 | (7–16)          | drie spelers 4 | Park Dome Kumamoto, Higashi-ku Toeschouwers: 2.100 Scheidsrechters: Stancu, Năstase (ROU) |
| Maandag 2 december 2019 20:30 (UTC+9) 12:30 (UTC+1) | 1× 6× | FTR/MTR PbP/OMR | 2× 6×          | Park Dome Kumamoto, Higashi-ku Toeschouwers: 2.100 Scheidsrechters: Stancu, Năstase (ROU) |

| Dinsdag 3 december 2019 14:30 (UTC+9) 6:30 (UTC+1) | Rusland      | 34–13           | Congo-Kinshasa | Park Dome Kumamoto, Higashi-ku Toeschouwers: 6.765 Scheidsrechters: Hizaki, Ikebuchi (JPN) |
| Dinsdag 3 december 2019 14:30 (UTC+9) 6:30 (UTC+1) | Managarova 6 | (19–7)          | Mwasesa 5      | Park Dome Kumamoto, Higashi-ku Toeschouwers: 6.765 Scheidsrechters: Hizaki, Ikebuchi (JPN) |
| Dinsdag 3 december 2019 14:30 (UTC+9) 6:30 (UTC+1) | 4×           | FTR/MTR PbP/OMR | 5× 1×          | Park Dome Kumamoto, Higashi-ku Toeschouwers: 6.765 Scheidsrechters: Hizaki, Ikebuchi (JPN) |

| Dinsdag 3 december 2019 17:00 (UTC+9) 9:00 (UTC+1) | China  | 28–34           | Argentinië | Park Dome Kumamoto, Higashi-ku Scheidsrechters: Antić, Jakovljević (SRB) |
| Dinsdag 3 december 2019 17:00 (UTC+9) 9:00 (UTC+1) | Jin 10 | (13–18)         | Karsten 12 | Park Dome Kumamoto, Higashi-ku Scheidsrechters: Antić, Jakovljević (SRB) |
| Dinsdag 3 december 2019 17:00 (UTC+9) 9:00 (UTC+1) | 4×     | FTR/MTR PbP/OMR | 1× 3×      | Park Dome Kumamoto, Higashi-ku Scheidsrechters: Antić, Jakovljević (SRB) |

| Dinsdag 3 december 2019 19:30 (UTC+9) 11:30 (UTC+1) | Zweden  | 34–26           | Japan    | Park Dome Kumamoto, Higashi-ku Toeschouwers: 6.375 Scheidsrechters: Krichen, Makhlouf (TUN) |
| Dinsdag 3 december 2019 19:30 (UTC+9) 11:30 (UTC+1) | Blohm 7 | (20–13)         | Tanabe 5 | Park Dome Kumamoto, Higashi-ku Toeschouwers: 6.375 Scheidsrechters: Krichen, Makhlouf (TUN) |
| Dinsdag 3 december 2019 19:30 (UTC+9) 11:30 (UTC+1) | 1× 4×   | FTR/MTR PbP/OMR | 4×       | Park Dome Kumamoto, Higashi-ku Toeschouwers: 6.375 Scheidsrechters: Krichen, Makhlouf (TUN) |

| Donderdag 5 december 2019 15:00 (UTC+9) 7:00 (UTC+1) | Congo-Kinshasa | 25–24           | China | Park Dome Kumamoto, Higashi-ku Toeschouwers: 6.729 Scheidsrechters: Kuttler, Merz (GER) |
| Donderdag 5 december 2019 15:00 (UTC+9) 7:00 (UTC+1) | Mwasesa 12     | (10–11)         | Jin 8 | Park Dome Kumamoto, Higashi-ku Toeschouwers: 6.729 Scheidsrechters: Kuttler, Merz (GER) |
| Donderdag 5 december 2019 15:00 (UTC+9) 7:00 (UTC+1) | 2× 6× 1×       | FTR/MTR PbP/OMR | 1× 5× | Park Dome Kumamoto, Higashi-ku Toeschouwers: 6.729 Scheidsrechters: Kuttler, Merz (GER) |

| Donderdag 5 december 2019 18:00 (UTC+9) 10:00 (UTC+1) | Japan    | 23–33           | Rusland | Park Dome Kumamoto, Higashi-ku Toeschouwers: 6.220 Scheidsrechters: Antić, Jakovljević (SRB) |
| Donderdag 5 december 2019 18:00 (UTC+9) 10:00 (UTC+1) | Sasaki 7 | (16–16)         | Sen 8   | Park Dome Kumamoto, Higashi-ku Toeschouwers: 6.220 Scheidsrechters: Antić, Jakovljević (SRB) |
| Donderdag 5 december 2019 18:00 (UTC+9) 10:00 (UTC+1) | 1× 2×    | FTR/MTR PbP/OMR | 1× 2×   | Park Dome Kumamoto, Higashi-ku Toeschouwers: 6.220 Scheidsrechters: Antić, Jakovljević (SRB) |

| Donderdag 5 december 2019 20:30 (UTC+9) 12:30 (UTC+1) | Zweden    | 30–23           | Argentinië | Park Dome Kumamoto, Higashi-ku Toeschouwers: 2.442 Scheidsrechters: Lončar, Lončar (CRO) |
| Donderdag 5 december 2019 20:30 (UTC+9) 12:30 (UTC+1) | Massing 5 | (14–11)         | Mendoza 8  | Park Dome Kumamoto, Higashi-ku Toeschouwers: 2.442 Scheidsrechters: Lončar, Lončar (CRO) |
| Donderdag 5 december 2019 20:30 (UTC+9) 12:30 (UTC+1) | 1× 5×     | FTR/MTR PbP/OMR | 2× 3×      | Park Dome Kumamoto, Higashi-ku Toeschouwers: 2.442 Scheidsrechters: Lončar, Lončar (CRO) |

| Vrijdag 6 december 2019 15:00 (UTC+9) 7:00 (UTC+1) | Japan     | 35–18           | China | Park Dome Kumamoto, Higashi-ku Toeschouwers: 8.310 Scheidsrechters: Sosa, Lemes (URU) |
| Vrijdag 6 december 2019 15:00 (UTC+9) 7:00 (UTC+1) | Akiyama 8 | (17–8)          | Sun 5 | Park Dome Kumamoto, Higashi-ku Toeschouwers: 8.310 Scheidsrechters: Sosa, Lemes (URU) |
| Vrijdag 6 december 2019 15:00 (UTC+9) 7:00 (UTC+1) | 2×        | FTR/MTR PbP/OMR | 2× 5× | Park Dome Kumamoto, Higashi-ku Toeschouwers: 8.310 Scheidsrechters: Sosa, Lemes (URU) |

| Vrijdag 6 december 2019 18:00 (UTC+9) 10:00 (UTC+1) | Argentinië | 25–16           | Congo-Kinshasa | Park Dome Kumamoto, Higashi-ku Toeschouwers: 2.950 Scheidsrechters: Christiansen, Hansen (DEN) |
| Vrijdag 6 december 2019 18:00 (UTC+9) 10:00 (UTC+1) | Karsten 8  | (9–13)          | Mwasesa 5      | Park Dome Kumamoto, Higashi-ku Toeschouwers: 2.950 Scheidsrechters: Christiansen, Hansen (DEN) |
| Vrijdag 6 december 2019 18:00 (UTC+9) 10:00 (UTC+1) | 2× 3×      | FTR/MTR PbP/OMR | 5×             | Park Dome Kumamoto, Higashi-ku Toeschouwers: 2.950 Scheidsrechters: Christiansen, Hansen (DEN) |

| Vrijdag 6 december 2019 20:30 (UTC+9) 12:30 (UTC+1) | Rusland    | 30–22           | Zweden    | Park Dome Kumamoto, Higashi-ku Toeschouwers: 3.826 Scheidsrechters: Koo, Lee (KOR) |
| Vrijdag 6 december 2019 20:30 (UTC+9) 12:30 (UTC+1) | Frolova 11 | (16–12)         | Gulldén 8 | Park Dome Kumamoto, Higashi-ku Toeschouwers: 3.826 Scheidsrechters: Koo, Lee (KOR) |
| Vrijdag 6 december 2019 20:30 (UTC+9) 12:30 (UTC+1) | 3× 8×      | FTR/MTR PbP/OMR | 5×        | Park Dome Kumamoto, Higashi-ku Toeschouwers: 3.826 Scheidsrechters: Koo, Lee (KOR) |

## Presidents Cup

### Play-offs voor plaats 21 t/m 24
|  | 21–24e plaats halve finales | 21–24e plaats halve finales |            |    | 21e plaats | 21e plaats |
|  |                             |                             |            |    |            |            |
|  | 8 december                  |                             |            |    |            |            |
|  |                             |                             |            |    |            |            |
|  | Cuba                        | 45                          |            |    |            |            |
|  | Cuba                        | 45                          | 9 december |    |            |            |
|  | Australië                   | 25                          |            |    |            |            |
|  | Australië                   | 25                          | Cuba       | 33 |            |            |
|  | 8 december                  |                             | Cuba       | 33 |            |            |
|  |                             | Kazachstan                  | 31         |    |            |            |
|  | Kazachstan                  | Kazachstan                  | 31         | 29 |            |            |
|  | Kazachstan                  |                             |            | 29 |            |            |
|  | China                       | 23                          |            |    |            |            |
|  | China                       | 23                          | 23e plaats |    |            |            |
|  |                             |                             |            |    |            |            |
|  | 9 december                  |                             |            |    |            |            |
|  |                             |                             |            |    |            |            |
|  | Australië                   | 15                          |            |    |            |            |
|  | Australië                   | 15                          |            |    |            |            |
|  | China                       | 33                          |            |    |            |            |

#### Halve finales voor plaats 21 t/m 24
| Zondag 8 december 2019 10:00 (UTC+9) 2:00 (UTC+1) | Cuba             | 45–25           | Australië  | Kumamoto Prefectural Gymnasium, Nishi-ku Toeschouwers: 800 Scheidsrechters: Lemes, Sosa (URU) |
| Zondag 8 december 2019 10:00 (UTC+9) 2:00 (UTC+1) | Robert, Téllez 7 | (25–16)         | Potocki 10 | Kumamoto Prefectural Gymnasium, Nishi-ku Toeschouwers: 800 Scheidsrechters: Lemes, Sosa (URU) |
| Zondag 8 december 2019 10:00 (UTC+9) 2:00 (UTC+1) | 1× 8× 2×         | FTR/MTR PbP/OMR | 1× 4×      | Kumamoto Prefectural Gymnasium, Nishi-ku Toeschouwers: 800 Scheidsrechters: Lemes, Sosa (URU) |

| Zondag 8 december 2019 12:30 (UTC+9) 4:30 (UTC+1) | Kazachstan   | 29–23           | China | Kumamoto Prefectural Gymnasium, Nishi-ku Toeschouwers: 1.000 Scheidsrechters: Antić, Jakovljević (SRB) |
| Zondag 8 december 2019 12:30 (UTC+9) 4:30 (UTC+1) | Rejemetova 8 | (16–15)         | Jin 7 | Kumamoto Prefectural Gymnasium, Nishi-ku Toeschouwers: 1.000 Scheidsrechters: Antić, Jakovljević (SRB) |
| Zondag 8 december 2019 12:30 (UTC+9) 4:30 (UTC+1) | 1×           | FTR/MTR PbP/OMR | 1× 2× | Kumamoto Prefectural Gymnasium, Nishi-ku Toeschouwers: 1.000 Scheidsrechters: Antić, Jakovljević (SRB) |

#### Wedstrijd om 23e/24e plaats
| Maandag 9 december 2019 12:30 (UTC+9) 4:30 (UTC+1) | Australië | 15–33           | China   | Park Dome Kumamoto, Higashi-ku Toeschouwers: 6.920 Scheidsrechters: Lemes, Sosa (URU) |
| Maandag 9 december 2019 12:30 (UTC+9) 4:30 (UTC+1) | Potocki 9 | (7–17)          | Chen 11 | Park Dome Kumamoto, Higashi-ku Toeschouwers: 6.920 Scheidsrechters: Lemes, Sosa (URU) |
| Maandag 9 december 2019 12:30 (UTC+9) 4:30 (UTC+1) | 1× 3×     | FTR/MTR PbP/OMR | 2× 4×   | Park Dome Kumamoto, Higashi-ku Toeschouwers: 6.920 Scheidsrechters: Lemes, Sosa (URU) |

#### Wedstrijd om 21e/22e plaats
| Maandag 9 december 2019 12:30 (UTC+9) 4:30 (UTC+1) | Cuba                    | 33–31 (na 7m)   | Kazachstan | Kumamoto Prefectural Gymnasium, Nishi-ku Toeschouwers: 1.700 Scheidsrechters: Cheng, Zhou (CHN) |
| Maandag 9 december 2019 12:30 (UTC+9) 4:30 (UTC+1) | Camejo, Toledo 7        | (15–14)         | Khardina 9 | Kumamoto Prefectural Gymnasium, Nishi-ku Toeschouwers: 1.700 Scheidsrechters: Cheng, Zhou (CHN) |
| Maandag 9 december 2019 12:30 (UTC+9) 4:30 (UTC+1) | 3× 4× 1×                | FTR/MTR PbP/OMR | 1×         | Kumamoto Prefectural Gymnasium, Nishi-ku Toeschouwers: 1.700 Scheidsrechters: Cheng, Zhou (CHN) |
| Maandag 9 december 2019 12:30 (UTC+9) 4:30 (UTC+1) | Regulier: 29–29 7m: 4–2 |                 |            | Kumamoto Prefectural Gymnasium, Nishi-ku Toeschouwers: 1.700 Scheidsrechters: Cheng, Zhou (CHN) |

### Play-offs voor plaats 17 t/m 20
|  | 17–20e plaats halve finales | 17–20e plaats halve finales |            |    | 17e plaats | 17e plaats |
|  |                             |                             |            |    |            |            |
|  | 8 december                  |                             |            |    |            |            |
|  |                             |                             |            |    |            |            |
|  | Slovenië                    | 19                          |            |    |            |            |
|  | Slovenië                    | 19                          | 9 december |    |            |            |
|  | Brazilië                    | 32                          |            |    |            |            |
|  | Brazilië                    | 32                          | Brazilië   | 22 |            |            |
|  | 8 december                  |                             | Brazilië   | 22 |            |            |
|  |                             | Senegal                     | 18         |    |            |            |
|  | Senegal                     | Senegal                     | 18         | 28 |            |            |
|  | Senegal                     |                             |            | 28 |            |            |
|  | Congo-Kinshasa              | 23                          |            |    |            |            |
|  | Congo-Kinshasa              | 23                          | 19e plaats |    |            |            |
|  |                             |                             |            |    |            |            |
|  | 9 december                  |                             |            |    |            |            |
|  |                             |                             |            |    |            |            |
|  | Slovenië                    | 29                          |            |    |            |            |
|  | Slovenië                    | 29                          |            |    |            |            |
|  | Congo-Kinshasa              | 27                          |            |    |            |            |

#### Halve finales voor plaats 17 t/m 20
| Zondag 8 december 2019 15:00 (UTC+9) 7:00 (UTC+1) | Slovenië | 19–32           | Brazilië       | Kumamoto Prefectural Gymnasium, Nishi-ku Toeschouwers: 1.100 Scheidsrechters: Lee, Koo (KOR) |
| Zondag 8 december 2019 15:00 (UTC+9) 7:00 (UTC+1) | Gros 5   | (9–18)          | Araújo, Lima 6 | Kumamoto Prefectural Gymnasium, Nishi-ku Toeschouwers: 1.100 Scheidsrechters: Lee, Koo (KOR) |
| Zondag 8 december 2019 15:00 (UTC+9) 7:00 (UTC+1) | 4×       | FTR/MTR PbP/OMR | 1×             | Kumamoto Prefectural Gymnasium, Nishi-ku Toeschouwers: 1.100 Scheidsrechters: Lee, Koo (KOR) |

| Zondag 8 december 2019 18:00 (UTC+9) 10:00 (UTC+1) | Senegal             | 28–23           | Congo-Kinshasa | Kumamoto Prefectural Gymnasium, Nishi-ku Toeschouwers: 600 Scheidsrechters: Năstase, Stancu (ROU) |
| Zondag 8 december 2019 18:00 (UTC+9) 10:00 (UTC+1) | N'Diaye, Sankharé 6 | (16–9)          | Mwasesa 7      | Kumamoto Prefectural Gymnasium, Nishi-ku Toeschouwers: 600 Scheidsrechters: Năstase, Stancu (ROU) |
| Zondag 8 december 2019 18:00 (UTC+9) 10:00 (UTC+1) | 3× 2×               | FTR/MTR PbP/OMR | 1× 3×          | Kumamoto Prefectural Gymnasium, Nishi-ku Toeschouwers: 600 Scheidsrechters: Năstase, Stancu (ROU) |

#### Wedstrijd om 19e/20e plaats
| Maandag 9 december 2019 15:00 (UTC+9) 7:00 (UTC+1) | Slovenië  | 29–27           | Congo-Kinshasa | Kumamoto Prefectural Gymnasium, Nishi-ku Toeschouwers: 1.900 Scheidsrechters: Belkhiri, Hamidi (ALG) |
| Maandag 9 december 2019 15:00 (UTC+9) 7:00 (UTC+1) | Stanko 13 | (14–13)         | Mwasesa 9      | Kumamoto Prefectural Gymnasium, Nishi-ku Toeschouwers: 1.900 Scheidsrechters: Belkhiri, Hamidi (ALG) |
| Maandag 9 december 2019 15:00 (UTC+9) 7:00 (UTC+1) | 2× 3×     | FTR/MTR PbP/OMR | 2× 3×          | Kumamoto Prefectural Gymnasium, Nishi-ku Toeschouwers: 1.900 Scheidsrechters: Belkhiri, Hamidi (ALG) |

#### Wedstrijd om 17e/18e plaats
| Maandag 9 december 2019 18:00 (UTC+9) 10:00 (UTC+1) | Brazilië     | 22–18           | Senegal    | Kumamoto Prefectural Gymnasium, Nishi-ku Toeschouwers: 600 Scheidsrechters: El-Saied, El-Saied (EGY) |
| Maandag 9 december 2019 18:00 (UTC+9) 10:00 (UTC+1) | Nascimento 4 | (13–9)          | Sankharé 7 | Kumamoto Prefectural Gymnasium, Nishi-ku Toeschouwers: 600 Scheidsrechters: El-Saied, El-Saied (EGY) |
| Maandag 9 december 2019 18:00 (UTC+9) 10:00 (UTC+1) | 1× 4×        | FTR/MTR PbP/OMR | 3×         | Kumamoto Prefectural Gymnasium, Nishi-ku Toeschouwers: 600 Scheidsrechters: El-Saied, El-Saied (EGY) |

### Play-offs voor plaats 13 t/m 16
|  | 13–16e plaats halve finales | 13–16e plaats halve finales |            |    | 13e plaats | 13e plaats |
|  |                             |                             |            |    |            |            |
|  | 8 december                  |                             |            |    |            |            |
|  |                             |                             |            |    |            |            |
|  | Hongarije                   | 34                          |            |    |            |            |
|  | Hongarije                   | 34                          | 9 december |    |            |            |
|  | Argentinië                  | 26                          |            |    |            |            |
|  | Argentinië                  | 26                          | Hongarije  | 21 |            |            |
|  | 8 december                  |                             | Hongarije  | 21 |            |            |
|  |                             | Frankrijk                   | 26         |    |            |            |
|  | Angola                      | Frankrijk                   | 26         | 17 |            |            |
|  | Angola                      |                             |            | 17 |            |            |
|  | Frankrijk                   | 28                          |            |    |            |            |
|  | Frankrijk                   | 28                          | 15e plaats |    |            |            |
|  |                             |                             |            |    |            |            |
|  | 9 december                  |                             |            |    |            |            |
|  |                             |                             |            |    |            |            |
|  | Argentinië                  | 27                          |            |    |            |            |
|  | Argentinië                  | 27                          |            |    |            |            |
|  | Angola                      | 30                          |            |    |            |            |

#### Halve finales voor plaats 13 t/m 16
| Zondag 8 december 2019 12:30 (UTC+9) 4:30 (UTC+1) | Angola   | 17–28           | Frankrijk   | Aqua Dome Kumamoto, Minami-ku Toeschouwers: 3.430 Scheidsrechters: Lončar, Lončar (CRO) |
| Zondag 8 december 2019 12:30 (UTC+9) 4:30 (UTC+1) | Guialo 4 | (9–9)           | Nze Minko 5 | Aqua Dome Kumamoto, Minami-ku Toeschouwers: 3.430 Scheidsrechters: Lončar, Lončar (CRO) |
| Zondag 8 december 2019 12:30 (UTC+9) 4:30 (UTC+1) | 4× 1×    | FTR/MTR PbP/OMR | 3×          | Aqua Dome Kumamoto, Minami-ku Toeschouwers: 3.430 Scheidsrechters: Lončar, Lončar (CRO) |

| Zondag 8 december 2019 12:30 (UTC+9) 4:30 (UTC+1) | Hongarije   | 34–26           | Argentinië | Park Dome Kumamoto, Higashi-ku Toeschouwers: 3.726 Scheidsrechters: Christiansen, Hansen (DEN) |
| Zondag 8 december 2019 12:30 (UTC+9) 4:30 (UTC+1) | Kovacsics 7 | (19–12)         | Karsten 9  | Park Dome Kumamoto, Higashi-ku Toeschouwers: 3.726 Scheidsrechters: Christiansen, Hansen (DEN) |
| Zondag 8 december 2019 12:30 (UTC+9) 4:30 (UTC+1) | 3×          | FTR/MTR PbP/OMR |            | Park Dome Kumamoto, Higashi-ku Toeschouwers: 3.726 Scheidsrechters: Christiansen, Hansen (DEN) |

#### Wedstrijd om 15e/16e plaats
| Maandag 9 december 2019 15:00 (UTC+9) 7:00 (UTC+1) | Argentinië | 27–30           | Angola    | Park Dome Kumamoto, Higashi-ku Toeschouwers: 6.464 Scheidsrechters: Hizaki, Ikebuchi (JPN) |
| Maandag 9 december 2019 15:00 (UTC+9) 7:00 (UTC+1) | Karsten 6  | (17–13)         | Guialo 11 | Park Dome Kumamoto, Higashi-ku Toeschouwers: 6.464 Scheidsrechters: Hizaki, Ikebuchi (JPN) |
| Maandag 9 december 2019 15:00 (UTC+9) 7:00 (UTC+1) | 3×         | FTR/MTR PbP/OMR | 1× 9×     | Park Dome Kumamoto, Higashi-ku Toeschouwers: 6.464 Scheidsrechters: Hizaki, Ikebuchi (JPN) |

#### Wedstrijd om 13e/14e plaats
| Maandag 9 december 2019 18:00 (UTC+9) 10:00 (UTC+1) | Hongarije | 21–26           | Frankrijk   | Park Dome Kumamoto, Higashi-ku Toeschouwers: 2.920 Scheidsrechters: Alpaidze, Berjozkina (RUS) |
| Maandag 9 december 2019 18:00 (UTC+9) 10:00 (UTC+1) | Lukács 7  | (12–12)         | Lacrabère 6 | Park Dome Kumamoto, Higashi-ku Toeschouwers: 2.920 Scheidsrechters: Alpaidze, Berjozkina (RUS) |
| Maandag 9 december 2019 18:00 (UTC+9) 10:00 (UTC+1) | 1× 2×     | FTR/MTR PbP/OMR | 3×          | Park Dome Kumamoto, Higashi-ku Toeschouwers: 2.920 Scheidsrechters: Alpaidze, Berjozkina (RUS) |

## Hoofdronde

### Groep I
| Pos | Team       | Wed | W | G | V | Ptn | DV  | DT  | +/− | Kwalificatie              |
| --- | ---------- | --- | - | - | - | --- | --- | --- | --- | ------------------------- |
| 1   | Noorwegen  | 5   | 4 | 0 | 1 | 8   | 146 | 128 | +18 | Halve finales             |
| 2   | Nederland  | 5   | 3 | 0 | 2 | 6   | 153 | 136 | +17 | Halve finales             |
| 3   | Servië     | 5   | 2 | 1 | 2 | 5   | 139 | 151 | −12 | Wedstrijd om 5e/6e plaats |
| 4   | Duitsland  | 5   | 2 | 1 | 2 | 5   | 135 | 136 | −1  | Wedstrijd om 7e/8e plaats |
| 5   | Denemarken | 5   | 1 | 2 | 2 | 4   | 123 | 124 | −1  |                           |
| 6   | Zuid-Korea | 5   | 0 | 2 | 3 | 2   | 144 | 165 | −21 |                           |

1. 1 2  Onderlinge resultaat: Duitsland 28–29 Servië

| Zondag 8 december 2019 15:00 (UTC+9) 7:00 (UTC+1) | Servië   | 36–33           | Zuid-Korea | Aqua Dome Kumamoto, Minami-ku Toeschouwers: 3.450 Scheidsrechters: García, Marín (ESP) |
| Zondag 8 december 2019 15:00 (UTC+9) 7:00 (UTC+1) | Lavko 7  | (21–16)         | Ryu 10     | Aqua Dome Kumamoto, Minami-ku Toeschouwers: 3.450 Scheidsrechters: García, Marín (ESP) |
| Zondag 8 december 2019 15:00 (UTC+9) 7:00 (UTC+1) | 1× 7× 1× | FTR/MTR PbP/OMR | 1× 4×      | Aqua Dome Kumamoto, Minami-ku Toeschouwers: 3.450 Scheidsrechters: García, Marín (ESP) |

| Zondag 8 december 2019 18:00 (UTC+9) 10:00 (UTC+1) | Nederland | 23–25           | Duitsland | Aqua Dome Kumamoto, Minami-ku Toeschouwers: 4.020 Scheidsrechters: Bonaventura, Bonaventura (FRA) |
| Zondag 8 december 2019 18:00 (UTC+9) 10:00 (UTC+1) | Dulfer 4  | (12–11)         | Bölk 6    | Aqua Dome Kumamoto, Minami-ku Toeschouwers: 4.020 Scheidsrechters: Bonaventura, Bonaventura (FRA) |
| Zondag 8 december 2019 18:00 (UTC+9) 10:00 (UTC+1) | 4×        | FTR/MTR PbP/OMR | 1×        | Aqua Dome Kumamoto, Minami-ku Toeschouwers: 4.020 Scheidsrechters: Bonaventura, Bonaventura (FRA) |

| Zondag 8 december 2019 20:30 (UTC+9) 12:30 (UTC+1) | Noorwegen      | 22–19           | Denemarken        | Aqua Dome Kumamoto, Minami-ku Toeschouwers: 1.890 Scheidsrechters: Alpaidze, Berjozkina (RUS) |
| Zondag 8 december 2019 20:30 (UTC+9) 12:30 (UTC+1) | Hegh Arntzen 5 | (12–9)          | Højlund, Grigel 4 | Aqua Dome Kumamoto, Minami-ku Toeschouwers: 1.890 Scheidsrechters: Alpaidze, Berjozkina (RUS) |
| Zondag 8 december 2019 20:30 (UTC+9) 12:30 (UTC+1) | 1× 4×          | FTR/MTR PbP/OMR | 2× 3×             | Aqua Dome Kumamoto, Minami-ku Toeschouwers: 1.890 Scheidsrechters: Alpaidze, Berjozkina (RUS) |

| Maandag 9 december 2019 15:00 (UTC+9) 7:00 (UTC+1) | Duitsland            | 28–29           | Servië   | Aqua Dome Kumamoto, Minami-ku Toeschouwers: 5.090 Scheidsrechters: Năstase, Stancu (ROU) |
| Maandag 9 december 2019 15:00 (UTC+9) 7:00 (UTC+1) | Berger, Minevskaja 6 | (17–19)         | Cvijić 7 | Aqua Dome Kumamoto, Minami-ku Toeschouwers: 5.090 Scheidsrechters: Năstase, Stancu (ROU) |
| Maandag 9 december 2019 15:00 (UTC+9) 7:00 (UTC+1) | 1× 5×                | FTR/MTR PbP/OMR | 2× 5× 1× | Aqua Dome Kumamoto, Minami-ku Toeschouwers: 5.090 Scheidsrechters: Năstase, Stancu (ROU) |

| Maandag 9 december 2019 18:00 (UTC+9) 10:00 (UTC+1) | Denemarken | 27–24           | Nederland         | Aqua Dome Kumamoto, Minami-ku Toeschouwers: 2.200 Scheidsrechters: García, Marín (ESP) |
| Maandag 9 december 2019 18:00 (UTC+9) 10:00 (UTC+1) | Hansen 5   | (14–9)          | Polman, Snelder 5 | Aqua Dome Kumamoto, Minami-ku Toeschouwers: 2.200 Scheidsrechters: García, Marín (ESP) |
| Maandag 9 december 2019 18:00 (UTC+9) 10:00 (UTC+1) | 3× 6×      | FTR/MTR PbP/OMR | 1× 4×             | Aqua Dome Kumamoto, Minami-ku Toeschouwers: 2.200 Scheidsrechters: García, Marín (ESP) |

| Maandag 9 december 2019 20:30 (UTC+9) 12:30 (UTC+1) | Zuid-Korea | 25–36           | Noorwegen | Aqua Dome Kumamoto, Minami-ku Toeschouwers: 2.120 Scheidsrechters: Bonaventura, Bonaventura (FRA) |
| Maandag 9 december 2019 20:30 (UTC+9) 12:30 (UTC+1) | Ryu 7      | (10–20)         | Oftedal 7 | Aqua Dome Kumamoto, Minami-ku Toeschouwers: 2.120 Scheidsrechters: Bonaventura, Bonaventura (FRA) |
| Maandag 9 december 2019 20:30 (UTC+9) 12:30 (UTC+1) | 1× 3×      | FTR/MTR PbP/OMR | 2×        | Aqua Dome Kumamoto, Minami-ku Toeschouwers: 2.120 Scheidsrechters: Bonaventura, Bonaventura (FRA) |

| Woensdag 11 december 2019 15:00 (UTC+9) 7:00 (UTC+1) | Nederland  | 40–33           | Zuid-Korea | Aqua Dome Kumamoto, Minami-ku Toeschouwers: 5.070 Scheidsrechters: Năstase, Stancu (ROU) |
| Woensdag 11 december 2019 15:00 (UTC+9) 7:00 (UTC+1) | Abbingh 11 | (23–16)         | Ryu 9      | Aqua Dome Kumamoto, Minami-ku Toeschouwers: 5.070 Scheidsrechters: Năstase, Stancu (ROU) |
| Woensdag 11 december 2019 15:00 (UTC+9) 7:00 (UTC+1) | 1× 7× 1×   | FTR/MTR PbP/OMR | 1× 2×      | Aqua Dome Kumamoto, Minami-ku Toeschouwers: 5.070 Scheidsrechters: Năstase, Stancu (ROU) |

| Woensdag 11 december 2019 18:00 (UTC+9) 10:00 (UTC+1) | Servië      | 26–26           | Denemarken     | Aqua Dome Kumamoto, Minami-ku Toeschouwers: 3.080 Scheidsrechters: García, Marín (ESP) |
| Woensdag 11 december 2019 18:00 (UTC+9) 10:00 (UTC+1) | Pop-Lazić 6 | (14–11)         | S. Jørgensen 6 | Aqua Dome Kumamoto, Minami-ku Toeschouwers: 3.080 Scheidsrechters: García, Marín (ESP) |
| Woensdag 11 december 2019 18:00 (UTC+9) 10:00 (UTC+1) | 1× 6×       | FTR/MTR PbP/OMR | 2×             | Aqua Dome Kumamoto, Minami-ku Toeschouwers: 3.080 Scheidsrechters: García, Marín (ESP) |

| Woensdag 11 december 2019 20:30 (UTC+9) 12:30 (UTC+1) | Noorwegen       | 32–29           | Duitsland | Aqua Dome Kumamoto, Minami-ku Toeschouwers: 3.520 Scheidsrechters: Alpaidze, Berjozkina (RUS) |
| Woensdag 11 december 2019 20:30 (UTC+9) 12:30 (UTC+1) | Brattset Dale 6 | (17–16)         | Bölk 6    | Aqua Dome Kumamoto, Minami-ku Toeschouwers: 3.520 Scheidsrechters: Alpaidze, Berjozkina (RUS) |
| Woensdag 11 december 2019 20:30 (UTC+9) 12:30 (UTC+1) | 2×              | FTR/MTR PbP/OMR | 1× 2×     | Aqua Dome Kumamoto, Minami-ku Toeschouwers: 3.520 Scheidsrechters: Alpaidze, Berjozkina (RUS) |

### Groep II
| Pos | Team       | Wed | W | G | V | Ptn | DV  | DT  | +/− | Kwalificatie              |
| --- | ---------- | --- | - | - | - | --- | --- | --- | --- | ------------------------- |
| 1   | Rusland    | 5   | 5 | 0 | 0 | 10  | 161 | 117 | +44 | Halve finales             |
| 2   | Spanje     | 5   | 3 | 1 | 1 | 7   | 145 | 137 | +8  | Halve finales             |
| 3   | Montenegro | 5   | 3 | 0 | 2 | 6   | 137 | 137 | 0   | Wedstrijd om 5e/6e plaats |
| 4   | Zweden     | 5   | 2 | 1 | 2 | 5   | 141 | 132 | +9  | Wedstrijd om 7e/8e plaats |
| 5   | Japan (G)  | 5   | 1 | 0 | 4 | 2   | 143 | 150 | −7  |                           |
| 6   | Roemenië   | 5   | 0 | 0 | 5 | 0   | 102 | 156 | −54 |                           |

| Zondag 8 december 2019 15:00 (UTC+9) 7:00 (UTC+1) | Roemenië | 18–27           | Rusland                    | Park Dome Kumamoto, Higashi-ku Toeschouwers: 5.870 Scheidsrechters: García, Paolantoni (ARG) |
| Zondag 8 december 2019 15:00 (UTC+9) 7:00 (UTC+1) | Neagu 5  | (10–10)         | Bobrovnikova, Vjachireva 5 | Park Dome Kumamoto, Higashi-ku Toeschouwers: 5.870 Scheidsrechters: García, Paolantoni (ARG) |
| Zondag 8 december 2019 15:00 (UTC+9) 7:00 (UTC+1) | 1× 3× 1× | FTR/MTR PbP/OMR | 2× 4×                      | Park Dome Kumamoto, Higashi-ku Toeschouwers: 5.870 Scheidsrechters: García, Paolantoni (ARG) |

| Zondag 8 december 2019 18:00 (UTC+9) 10:00 (UTC+1) | Montenegro  | 30–26           | Japan    | Park Dome Kumamoto, Higashi-ku Toeschouwers: 7.356 Scheidsrechters: Belkhiri, Hamidi (ALG) |
| Zondag 8 december 2019 18:00 (UTC+9) 10:00 (UTC+1) | Radičević 8 | (14–11)         | Fujita 7 | Park Dome Kumamoto, Higashi-ku Toeschouwers: 7.356 Scheidsrechters: Belkhiri, Hamidi (ALG) |
| Zondag 8 december 2019 18:00 (UTC+9) 10:00 (UTC+1) | 1× 3×       | FTR/MTR PbP/OMR | 2× 3×    | Park Dome Kumamoto, Higashi-ku Toeschouwers: 7.356 Scheidsrechters: Belkhiri, Hamidi (ALG) |

| Zondag 8 december 2019 20:30 (UTC+9) 12:30 (UTC+1) | Spanje   | 28–28           | Zweden            | Park Dome Kumamoto, Higashi-ku Toeschouwers: 2.132 Scheidsrechters: Lah, Sok (SLO) |
| Zondag 8 december 2019 20:30 (UTC+9) 12:30 (UTC+1) | Cabral 6 | (14–8)          | Hagman, Massing 8 | Park Dome Kumamoto, Higashi-ku Toeschouwers: 2.132 Scheidsrechters: Lah, Sok (SLO) |
| Zondag 8 december 2019 20:30 (UTC+9) 12:30 (UTC+1) | 2× 7× 1× | FTR/MTR PbP/OMR | 2× 3×             | Park Dome Kumamoto, Higashi-ku Toeschouwers: 2.132 Scheidsrechters: Lah, Sok (SLO) |

| Dinsdag 10 december 2019 15:00 (UTC+9) 7:00 (UTC+1) | Rusland       | 35–28           | Montenegro  | Park Dome Kumamoto, Higashi-ku Toeschouwers: 6.338 Scheidsrechters: Krichen, Makhlouf (TUN) |
| Dinsdag 10 december 2019 15:00 (UTC+9) 7:00 (UTC+1) | Managarova 12 | (17–16)         | Radičević 8 | Park Dome Kumamoto, Higashi-ku Toeschouwers: 6.338 Scheidsrechters: Krichen, Makhlouf (TUN) |
| Dinsdag 10 december 2019 15:00 (UTC+9) 7:00 (UTC+1) | 1× 5×         | FTR/MTR PbP/OMR | 2× 7×       | Park Dome Kumamoto, Higashi-ku Toeschouwers: 6.338 Scheidsrechters: Krichen, Makhlouf (TUN) |

| Dinsdag 10 december 2019 18:00 (UTC+9) 10:00 (UTC+1) | Japan    | 31–33           | Spanje | Park Dome Kumamoto, Higashi-ku Toeschouwers: 3.428 Scheidsrechters: Kuttler, Merz (GER) |
| Dinsdag 10 december 2019 18:00 (UTC+9) 10:00 (UTC+1) | Ohyama 6 | (13–17)         | Pena 7 | Park Dome Kumamoto, Higashi-ku Toeschouwers: 3.428 Scheidsrechters: Kuttler, Merz (GER) |
| Dinsdag 10 december 2019 18:00 (UTC+9) 10:00 (UTC+1) | 3× 4×    | FTR/MTR PbP/OMR | 2× 5×  | Park Dome Kumamoto, Higashi-ku Toeschouwers: 3.428 Scheidsrechters: Kuttler, Merz (GER) |

| Dinsdag 10 december 2019 20:30 (UTC+9) 12:30 (UTC+1) | Zweden      | 34–22           | Roemenië       | Park Dome Kumamoto, Higashi-ku Toeschouwers: 1.980 Scheidsrechters: Lemes, Sosa (URU) |
| Dinsdag 10 december 2019 20:30 (UTC+9) 12:30 (UTC+1) | Mellegård 7 | (14–9)          | drie spelers 4 | Park Dome Kumamoto, Higashi-ku Toeschouwers: 1.980 Scheidsrechters: Lemes, Sosa (URU) |
| Dinsdag 10 december 2019 20:30 (UTC+9) 12:30 (UTC+1) | 1× 4×       | FTR/MTR PbP/OMR | 1× 3×          | Park Dome Kumamoto, Higashi-ku Toeschouwers: 1.980 Scheidsrechters: Lemes, Sosa (URU) |

| Woensdag 11 december 2019 15:00 (UTC+9) 7:00 (UTC+1) | Spanje   | 26–36           | Rusland   | Park Dome Kumamoto, Higashi-ku Toeschouwers: 6.281 Scheidsrechters: Bonaventura, Bonaventura (FRA) |
| Woensdag 11 december 2019 15:00 (UTC+9) 7:00 (UTC+1) | Cabral 6 | (12–16)         | Frolova 9 | Park Dome Kumamoto, Higashi-ku Toeschouwers: 6.281 Scheidsrechters: Bonaventura, Bonaventura (FRA) |
| Woensdag 11 december 2019 15:00 (UTC+9) 7:00 (UTC+1) | 1×       | FTR/MTR PbP/OMR | 2×        | Park Dome Kumamoto, Higashi-ku Toeschouwers: 6.281 Scheidsrechters: Bonaventura, Bonaventura (FRA) |

| Woensdag 11 december 2019 18:00 (UTC+9) 10:00 (UTC+1) | Roemenië              | 20–37           | Japan    | Park Dome Kumamoto, Higashi-ku Toeschouwers: 3,962 Scheidsrechters: Belkhiri, Hamidi (ALG) |
| Woensdag 11 december 2019 18:00 (UTC+9) 10:00 (UTC+1) | Perianu, Udriștioiu 4 | (8–18)          | Sasaki 8 | Park Dome Kumamoto, Higashi-ku Toeschouwers: 3,962 Scheidsrechters: Belkhiri, Hamidi (ALG) |
| Woensdag 11 december 2019 18:00 (UTC+9) 10:00 (UTC+1) | 1× 3×                 | FTR/MTR PbP/OMR |          | Park Dome Kumamoto, Higashi-ku Toeschouwers: 3,962 Scheidsrechters: Belkhiri, Hamidi (ALG) |

| Woensdag 11 december 2019 20:30 (UTC+9) 12:30 (UTC+1) | Montenegro   | 26–23           | Zweden  | Park Dome Kumamoto, Higashi-ku Toeschouwers: 1.926 Scheidsrechters: García, Paolantoni (ARG) |
| Woensdag 11 december 2019 20:30 (UTC+9) 12:30 (UTC+1) | Mehmedović 7 | (12–12)         | Blohm 7 | Park Dome Kumamoto, Higashi-ku Toeschouwers: 1.926 Scheidsrechters: García, Paolantoni (ARG) |
| Woensdag 11 december 2019 20:30 (UTC+9) 12:30 (UTC+1) | 3× 2×        | FTR/MTR PbP/OMR | 4×      | Park Dome Kumamoto, Higashi-ku Toeschouwers: 1.926 Scheidsrechters: García, Paolantoni (ARG) |

## Eindronde
|  | Halve finales | Halve finales |              |    | Finale | Finale |
|  |               |               |              |    |        |        |
|  | 13 december   |               |              |    |        |        |
|  |               |               |              |    |        |        |
|  | Noorwegen     | 22            |              |    |        |        |
|  | Noorwegen     | 22            | 15 december  |    |        |        |
|  | Spanje        | 28            |              |    |        |        |
|  | Spanje        | 28            | Spanje       | 29 |        |        |
|  | 13 december   |               | Spanje       | 29 |        |        |
|  |               | Nederland     | 30           |    |        |        |
|  | Rusland       | Nederland     | 30           | 32 |        |        |
|  | Rusland       |               |              | 32 |        |        |
|  | Nederland     | 33            |              |    |        |        |
|  | Nederland     | 33            | Derde plaats |    |        |        |
|  |               |               |              |    |        |        |
|  | 15 december   |               |              |    |        |        |
|  |               |               |              |    |        |        |
|  | Noorwegen     | 28            |              |    |        |        |
|  | Noorwegen     | 28            |              |    |        |        |
|  | Rusland       | 33            |              |    |        |        |

### Wedstrijd om 7e/8e plaats
| Vrijdag 13 december 2019 11:30 (UTC+9) 3:30 (UTC+1) | Duitsland | 24–35           | Zweden    | Park Dome Kumamoto, Higashi-ku Toeschouwers: 6.860 Scheidsrechters: García, Marín (ESP) |
| Vrijdag 13 december 2019 11:30 (UTC+9) 3:30 (UTC+1) | Stolle 6  | (13–18)         | Gulldén 7 | Park Dome Kumamoto, Higashi-ku Toeschouwers: 6.860 Scheidsrechters: García, Marín (ESP) |
| Vrijdag 13 december 2019 11:30 (UTC+9) 3:30 (UTC+1) | 1× 2×     | FTR/MTR PbP/OMR | 1×        | Park Dome Kumamoto, Higashi-ku Toeschouwers: 6.860 Scheidsrechters: García, Marín (ESP) |

### Wedstrijd om 5e/6e plaats
| Vrijdag 13 december 2019 14:30 (UTC+9) 6:30 (UTC+1) | Servië        | 26–28           | Montenegro            | Park Dome Kumamoto, Higashi-ku Toeschouwers: 5.690 Scheidsrechters: Belkhiri, Hamidi |
| Vrijdag 13 december 2019 14:30 (UTC+9) 6:30 (UTC+1) | Stoiljković 6 | (12–13)         | Raičević, Ramusović 4 | Park Dome Kumamoto, Higashi-ku Toeschouwers: 5.690 Scheidsrechters: Belkhiri, Hamidi |
| Vrijdag 13 december 2019 14:30 (UTC+9) 6:30 (UTC+1) | 1×            | FTR/MTR PbP/OMR | 3× 4×                 | Park Dome Kumamoto, Higashi-ku Toeschouwers: 5.690 Scheidsrechters: Belkhiri, Hamidi |

### Halve finales
| Vrijdag 13 december 2019 17:30 (UTC+9) 9:30 (UTC+1) | Rusland       | 32–33           | Nederland | Park Dome Kumamoto, Higashi-ku Toeschouwers: 4.240 Scheidsrechters: Bonaventura, Bonaventura (FRA) |
| Vrijdag 13 december 2019 17:30 (UTC+9) 9:30 (UTC+1) | Vjachireva 11 | (16–16)         | Polman 9  | Park Dome Kumamoto, Higashi-ku Toeschouwers: 4.240 Scheidsrechters: Bonaventura, Bonaventura (FRA) |
| Vrijdag 13 december 2019 17:30 (UTC+9) 9:30 (UTC+1) | 2× 3×         | FTR/MTR PbP/OMR | 3×        | Park Dome Kumamoto, Higashi-ku Toeschouwers: 4.240 Scheidsrechters: Bonaventura, Bonaventura (FRA) |

| Vrijdag 13 december 2019 20:30 (UTC+9) 12:30 (UTC+1) | Noorwegen | 22–28           | Spanje   | Park Dome Kumamoto, Higashi-ku Toeschouwers: 4.261 Scheidsrechters: Alpaidze, Berjozkina (RUS) |
| Vrijdag 13 december 2019 20:30 (UTC+9) 12:30 (UTC+1) | Aune 5    | (13–13)         | Cabral 7 | Park Dome Kumamoto, Higashi-ku Toeschouwers: 4.261 Scheidsrechters: Alpaidze, Berjozkina (RUS) |
| Vrijdag 13 december 2019 20:30 (UTC+9) 12:30 (UTC+1) | 3×        | FTR/MTR PbP/OMR | 5× 2×    | Park Dome Kumamoto, Higashi-ku Toeschouwers: 4.261 Scheidsrechters: Alpaidze, Berjozkina (RUS) |

### Wedstrijd om 3e/4e plaats
| Zondag 15 december 2019 17:30 (UTC+9) 9:30 (UTC+1) | Noorwegen               | 28–33           | Rusland      | Park Dome Kumamoto, Higashi-ku Toeschouwers: 8.664 Scheidsrechters: García, Marín (ESP) |
| Zondag 15 december 2019 17:30 (UTC+9) 9:30 (UTC+1) | Hegh Arntzen, Oftedal 7 | (15–18)         | Vjachireva 9 | Park Dome Kumamoto, Higashi-ku Toeschouwers: 8.664 Scheidsrechters: García, Marín (ESP) |
| Zondag 15 december 2019 17:30 (UTC+9) 9:30 (UTC+1) | 1× 4×                   | FTR/MTR PbP/OMR | 4×           | Park Dome Kumamoto, Higashi-ku Toeschouwers: 8.664 Scheidsrechters: García, Marín (ESP) |

### Finale
| Zondag 15 december 2019 20:30 (UTC+9) 12:30 (UTC+1) | Spanje   | 29-30           | Nederland | Park Dome Kumamoto, Higashi-ku Toeschouwers: 9.624 Scheidsrechters: Bonaventura, Bonaventura (FRA) |
| Zondag 15 december 2019 20:30 (UTC+9) 12:30 (UTC+1) | Cabral 7 | (13–16)         | Polman 9  | Park Dome Kumamoto, Higashi-ku Toeschouwers: 9.624 Scheidsrechters: Bonaventura, Bonaventura (FRA) |
| Zondag 15 december 2019 20:30 (UTC+9) 12:30 (UTC+1) | 2× 1×    | FTR/MTR PbP/OMR | 1× 3×     | Park Dome Kumamoto, Higashi-ku Toeschouwers: 9.624 Scheidsrechters: Bonaventura, Bonaventura (FRA) |

| Spanje: |    |                            |      |                                |       |
|         |    | Keepsters:                 |      |                                |       |
| K       | 12 | Silvia Navarro             | 3/15 |                                | 25'23 |
| K       | 48 | Darly de Paula             | 5/23 |                                | 34'19 |
|         |    | Veldspeelsters:            |      |                                |       |
| RH      | 2  | Marta López                | 6/8  |                                | 52'46 |
| RO      | 5  | María Núñez                |      |                                |       |
| MO      | 8  | Silvia Arderíus            |      |                                |       |
| CL      | 10 | Elisabet Cesáreo           |      | 2 minuten tijdstraf            | 16'15 |
| MO      | 17 | Jennifer Gutiérrez Bermejo | 0/2  |                                | 18'53 |
| LH      | 18 | Maitane Etxeberria         |      |                                | 5'50  |
| LO      | 25 | Nerea Pena                 | 3/8  |                                | 29'53 |
| LH      | 27 | Lara González Ortega       | 1/1  | Waarschuwing                   | 30'30 |
| RO      | 30 | Soledad López              | 2/3  |                                | 41'07 |
| LO      | 34 | Alicia Fernández           | 5/8  |                                | 36'57 |
| CL      | 39 | Almudena Rodríguez         | 0/1  |                                | 11'21 |
| RO      | 44 | Ainhoa Hernández           | 3/3  | Waarschuwing · Diskwalificatie | 45'04 |
| LO      | 86 | Alexandrina Cabral         | 7/13 |                                | 46'39 |
| RO      | 99 | Mireya González            | 2/4  |                                | 25'03 |
|         |    | Trainer:                   |      |                                |       |
|         |    | Carlos Viver               |      |                                |       |

| Spanje  | Statistieken       | Nederland |
| ------- | ------------------ | --------- |
| 29 / 51 | Goals/schoten      | 30 / 50   |
| 57%     | Schotefficiency    | 60%       |
| 29 / 61 | Goals/aanvallen    | 30 / 62   |
| 48%     | Scoringsefficiency | 48%       |
| 4/6     | 7m strafworpen     | 1/1       |
| 2 min   | Schorsingen        | 6 min     |
| 2       | Gele kaarten       | 2         |
| 1       | Rode kaarten       | 0         |
| 8/38    | Reddingen          | 13/42     |
| 21%     | Reddingen (%)      | 31%       |

| Nederland: |    |                       |       |                                    |       |
|            |    | Keepsters:            |       |                                    |       |
| K          | 30 | Rinka Duijndam        | 1/2   |                                    | 0'23  |
| K          | 33 | Tess Wester           | 12/39 |                                    | 56'36 |
|            |    | Veldspeelsters:       |       |                                    |       |
| DE         | 5  | Jessy Kramer          | 0/1   | 2 minuten tijdstraf                | 32'47 |
| RO         | 6  | Laura van der Heijden | 3/8   |                                    | 36'00 |
| RH         | 7  | Debbie Bont           | 2/2   |                                    | 25'29 |
| LO         | 8  | Lois Abbingh          | 7/11  |                                    | 57'17 |
| MO         | 9  | Larissa Nüsser        |       |                                    |       |
| CL         | 10 | Danick Snelder        | 5/6   | 2 minuten tijdstraf · Waarschuwing | 58'27 |
| LH         | 12 | Bo van Wetering       | 1/1   |                                    | 7'03  |
| MO         | 14 | Delaila Amega         |       |                                    |       |
| DE         | 18 | Kelly Dulfer          | 0/1   | 2 minuten tijdstraf                | 19'52 |
| CL         | 19 | Merel Freriks         |       |                                    |       |
| LH         | 24 | Martine Smeets        | 0/1   |                                    | 52'57 |
| RH         | 26 | Angela Malestein      | 3/4   |                                    | 34'01 |
| RO         | 48 | Dione Housheer        |       |                                    |       |
| MO         | 79 | Estavana Polman       | 9/15  |                                    | 39'08 |
|            |    | Trainer:              |       |                                    |       |
|            |    | Emmanuel Mayonnade    |       | Waarschuwing                       |       |

#### Verloop
Oranje begon niet goed aan het duel, terwijl de Spaanse ploeg uit de startblokken schoot. Daardoor keek Nederland al snel tegen een achterstand aan van 6-2 en 9-5. Maar de ploeg rechtte al snel de rug, zag Tess Wester enkele cruciale reddingen verrichten, en wist terug te komen tot 9-9. Daarna nam Nederland het initiatief en kwam het steeds beter in het spel. Vlak voor rust nam het voor het eerst een voorsprong en bij de pauze was de marge zelfs drie: 16-13.
In de tweede helft liep Nederland uit naar een marge van zelfs vijf doelpunten, maar Spanje knokte zich terug in de wedstrijd (23-21, 25-24) door o.a. over te gaan naar 'mandekking', waarmee Nederland zich geen raad wist. De spanning nam vervolgens toe, toen zowel Nederland als Spanje fouten maakte en de marge maar klein bleef. Met nog vijf minuten op de klok leidde Oranje met 28-26. Spanje bracht het verschil weer terug naar één en kreeg de kans op gelijke hoogte te komen. Met een geweldige redding voorkwam Tess Wester dat in eerste instantie. Twee minuten voor het einde kwamen de Spaanse vrouwen alsnog langszij: 29-29.
Een bloedstollende ontknoping volgde. Iets meer dan een halve minuut voor het einde verloor Nederland de bal en mocht Spanje de tijd uitspelen en op jacht gaan naar de winnende treffer. Het was opnieuw Wester die Nederland redde met een geweldige save, waarna Hernandez rood kreeg vanwege het hinderen van Wester bij het uitgooien. Daarop kreeg Nederland aan de andere kant, met nog zes seconden op de klok, een strafworp. Die kans benutte Lois Abbingh koelbloedig.

## Eindrangschikking en onderscheidingen

### Eindrangschikking
| Rang | Ploeg          |
| ---- | -------------- |
|      | Nederland      |
|      | Spanje         |
|      | Rusland        |
| 4    | Noorwegen      |
| 5    | Montenegro     |
| 6    | Servië         |
| 7    | Zweden         |
| 8    | Duitsland      |
| 9    | Denemarken     |
| 10   | Japan          |
| 11   | Zuid-Korea     |
| 12   | Roemenië       |
| 13   | Frankrijk      |
| 14   | Hongarije      |
| 15   | Angola         |
| 16   | Argentinië     |
| 17   | Brazilië       |
| 18   | Senegal        |
| 19   | Slovenië       |
| 20   | Congo-Kinshasa |
| 21   | Cuba           |
| 22   | Kazachstan     |
| 23   | China          |
| 24   | Australië      |

| Wereldkampioen vrouwen 2019 · Nederland · 1e titel Selectie: Jessy Kramer, Laura van der Heijden, Debbie Bont, Lois Abbingh, Larissa Nüsser, Danick Snelder, Bo van Wetering, Delaila Amega, Kelly Dulfer, Merel Freriks, Inger Smits, Martine Smeets, Angela Malestein, Rinka Duijndam, Tess Wester, Dione Housheer, Annick Lipman, Estavana Polman. · Bondscoach: Emmanuel Mayonnade. |

|  | Gekwalificeerd voor de Olympische Spelen 2020 en WK 2021 |
|  | Geplaatst voor het Olympisch kwalificatietoernooi 2020   |

### Onderscheidingen

#### All-Star Team
Het All Star Team werd gekozen door team officials en IHF experts, en op 15 december 2019 bekendgemaakt.
| Positie       | Speelster          |
| ------------- | ------------------ |
| Keeper        | Tess Wester        |
| Linkerhoek    | Camilla Herrem     |
| Linkeropbouw  | Alexandrina Cabral |
| Middenopbouw  | Estavana Polman    |
| Rechteropbouw | Anna Vjachireva    |
| Rechterhoek   | Jovanka Radičević  |
| Cirkelloper   | Linn Blohm         |

#### Overige onderscheidingen
| Positie                     | Speelster       |
| --------------------------- | --------------- |
| Meest waardevolle speelster | Estavana Polman |

| Tess Wester Camilla Herrem Linn Blohm Jovanka Radičević Alexandrina Barbosa Estavana Polman Anna Vjachireva |
| All Star Team                                                                                               |

## Statistieken

### Topscorers
| Rang | Naam                 | Goals | Schoten | %  |
| ---- | -------------------- | ----- | ------- | -- |
| 1    | Lois Abbingh         | 71    | 114     | 62 |
| 2    | Ryu Eun-hee          | 69    | 114     | 61 |
| 3    | Tjaša Stanko         | 62    | 98      | 63 |
| 4    | Alexandrina Cabral   | 60    | 95      | 63 |
| 5    | Estavana Polman      | 58    | 107     | 54 |
| 5    | Jovanka Radičević    | 58    | 82      | 71 |
| 7    | Stine Bredal Oftedal | 51    | 82      | 62 |
| 8    | Cristina Neagu       | 49    | 82      | 60 |
| 9    | Jaroslava Frolova    | 48    | 69      | 70 |
| 10   | Sally Potocki        | 47    | 100     | 47 |

### Topkeepers
| Rang | Naam              | %  | Reddingen | Schoten |
| ---- | ----------------- | -- | --------- | ------- |
| 1    | Catherine Gabriel | 42 | 34        | 81      |
| 2    | Viktoria Kalinina | 39 | 42        | 107     |
| 2    | Sandra Toft       | 39 | 90        | 229     |
| 4    | Hatadou Sako      | 37 | 85        | 228     |
| 5    | Dinah Eckerle     | 36 | 103       | 290     |
| 6    | Blanka Bíró       | 35 | 43        | 123     |
| 6    | Amandine Leynaud  | 35 | 46        | 133     |
| 6    | Silje Solberg     | 35 | 113       | 321     |
| 9    | Bárbara Arenhart  | 34 | 49        | 146     |
| 9    | Filippa Idéhn     | 34 | 88        | 256     |